# العبودية في الولايات المتحدة

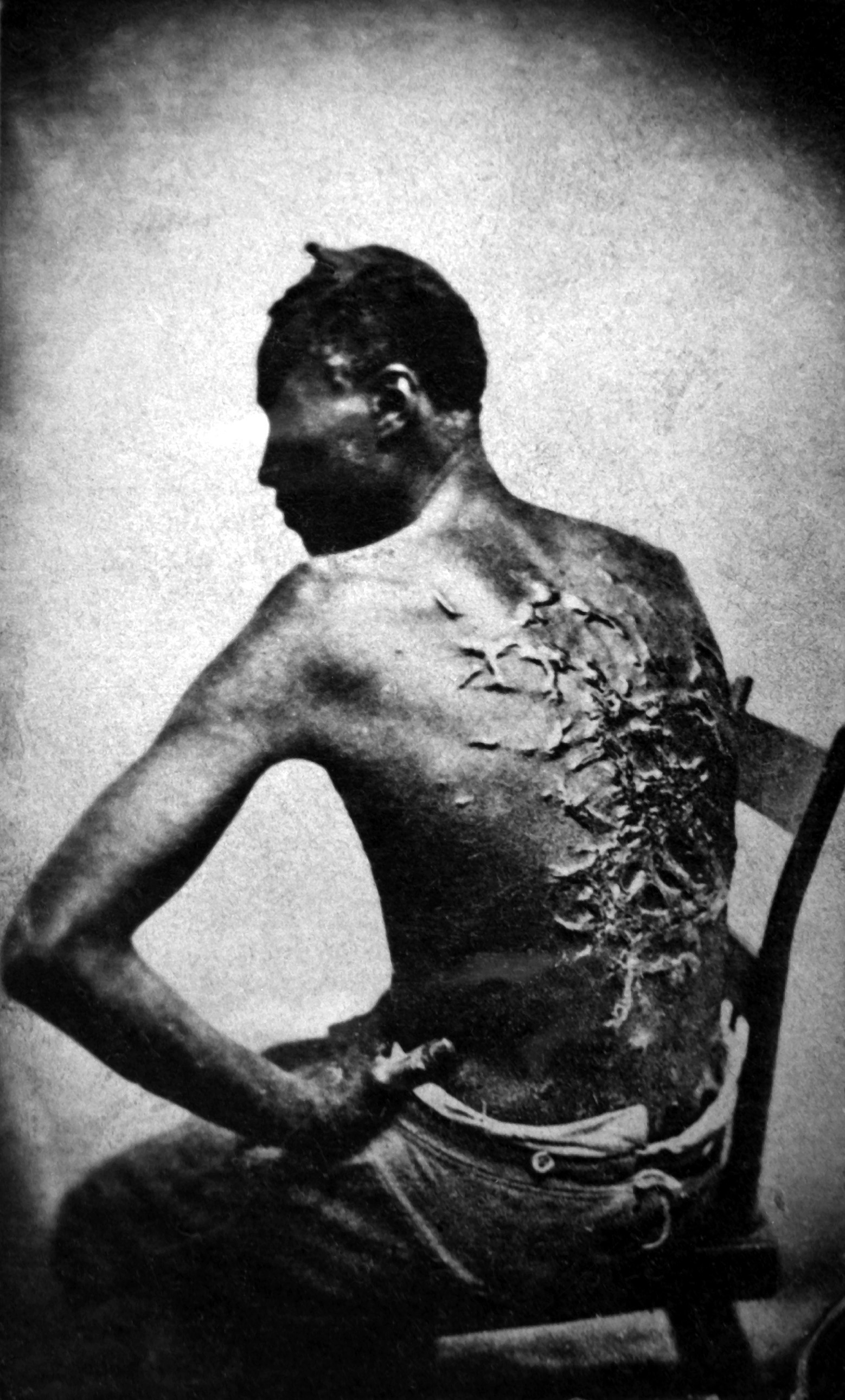
بيتر، أحد العبيد في ولاية ميسيسيبي، 1863، تبدو الندوب واضحة على جسده جرّاء العنف الذي تعرّض له من مسؤولي المزارع..

العبودية في الولايات المتحدة كان الرق في الولايات المتحدة الأمريكية يتّخذ صفة المؤسسة، بموجب التشريعات. فقد انتشر في أمريكا الشمالية في القرنين الثامن عشر والتاسع عشر الميلاديين، واستمر في الولايات الجنوبية حتى إقرار التعديل الثالث عشر لدستور الولايات المتحدة في عام 1865 نتيجة للحرب الأهلية. كان هذا الشكل من العبودية يتمثل في إخضاع العمال الذين يتم شراؤهم من تجار الرقيق في أفريقيا لاستخدامهم كخدم وعمال في مزارع المستعمرات. كانت فرجينيا أول مستعمرة إنجليزية استقدمت العبيد إلى أمريكا الشمالية عام 1619، بعد وصول سفينة تحمل 20 أفريقياً، إذ كانت بمثابة نقطة الانطلاق لانتشار الرق وصولاً إلى المستعمرات الإسبانية في أمريكا الجنوبية،  كان العديد من العبيد من الأفارقة السود وكانت نسبة ضئيلة منهم من الأمريكيين الأصليين، وكان بعض السود الأحرار يملكون عبيداً، وكان القليل من عمال السُخرة من البيض. انتشر الرق أول الأمر في المناطق ذات الأراضي الخصبة جداً التي تصلح لزراعة المنتجات عالية الطلب مثل التبغ والقطن والسكر والبُن، حيث كان العبيد يحرثون الأراضي ويجمعون المحاصيل يدوياً في هذه المساحات الشاسعة. تركز معظم العبيد في العقود الأولى من القرن التاسع عشر في الولايات الجنوبية، حيث استُقدموا للعمل في حقول القطن والسكر، وكان يُشرف على كفاءة العمل حرّاس السجون، الذين كفلوا - باستخدام وسائل العنف - أن العبيد سيبذلون أقصى الجهد لانجاز الأعمال المطلوبة. قبل انتشار العبودية على نطاق واسع، نُظمت الكثير من الأعمال في المستعمرات من خلال مجموعات من العمال الذين يتم تعيينهم بالتعاقد (أجراء)، وانتشرت ظاهرة عمال الأجرة لسنوات، سواء كانوا من العمال البيض أو السود، حيث يدفع الأشخاص تكلفة الرحلة إلى المستعمرات عن طريق العمل حتى يتم سداد الدين، حيث كانوا يهاجرون إلى أمريكا الشمالية هرباً من البؤس والفقر في بلادهم.
في الفترة ما بين عامى 1680 و1700 بدأ العبيد يحلون محل عمال الأجرة في العديد من المستعمرات الأمريكية. ولأهمية العبودية أصبح منزل بورجيسيس رمزاً جديداً للعبودية في 1705 وأول جمعية تشريعية تجمع بين التشريعات القائمة في القرون السابقة مع إضافة مبدأ أن العرق الأبيض هو المتفوق والمهيمن ضد العرق الأسود. قبل القرن الثامن عشر، كان التشريع المتعلق بالعبودية يعتمد على العنصرية، خالقاً نظاما يكون فيه معظم العبيد من الأفارقة وأحفادهم، وأحياناً من الأمريكيين الأصليين، بينما ألغت المستعمرات الإسبانية الإسترقاق من السكان الأصليين عام 1769.
في الفترة بين القرنين السادس عشر والتاسع عشر تم نقل ما يقرب من 12 مليون أفريقي إلى الأمريكتين، ونُقِلَ منهم ما يقارب من 645,000 إلى الأقاليم التي صارت جزءاً من الولايات المتحدة الأمريكية فيما بعد.
في عام 1860 بلغ تعداد العبيد في الولايات المتحدة حوالي 4 ملايين عبد.
كان الرق موضع جدل في سياسة الولايات المتحدة من 1770 إلى 1860، وأصبح موضوعاً هاماً للمناقشة في جميع الدول بشأن التصديق على الدستور، أقرّ الكونغرس الفيدرالى قانون العبيد الهاربين (أي قانون العبيد الهاربين) في عام 1793 وعام 1850، الذي ينظم عودة العبيد الهاربين إلى أصحابهم، في حين كان مبدأ التعصب للرق في محافل أخرى أقل بسبب قرارات المحكمة العليا، مثل قضية دريد سكوت الشهيرة. سعى العبيد إلى التمرد ضد العبودية مع حركات التمرد وعدم التعاون في الأعمال، وتمكن البعض من الفرار الي الدول التي ألغت الرق أو إلى كندا، عن طريق السكك الحديدية تحت الأرض. شارك المحامون الذين كانوا يؤيدون إلغاء الرق في المناقشات السياسية حيث نددوا بالمبادئ الأخلاقية المتدنية بسبب هذه الممارسات، وشجعوا على إنشاء مناطق حرة خالية من الرق وصولا إلى الأقاليم المحتلة غربا. كان الجدل الأخلاقي حول الرق واحداً من الأسباب الرئيسية للخلاف الذي أدى إلى الحرب الأهلية الأمريكية. بعد انتصار دول الاتحاد أصبح الرق غير قانوني في كل الولايات المتحدة بالتصديق على التعديل الثالث عشر للدستور، ولكن الممارسة استمرت لبضع سنوات مع إخضاع الهنود من قبل الأمريكيين.

## العبيد في المستعمرات الأمريكية

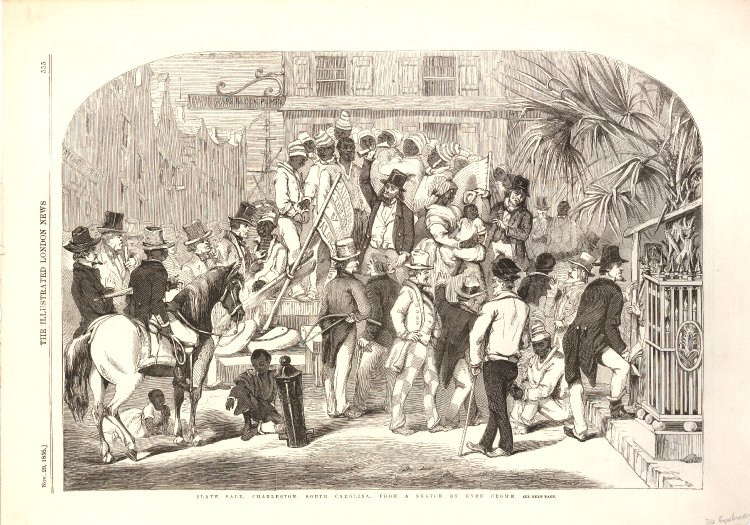
بيع العبيد في شارلستون جنوب مقاطعة كارولينا

وصل أول العبيد الأفارقة إلى مستعمرة سان ميجول دي غوالبي، والتي تتبع تقريباً ولاية كارولينا الجنوبية، التي تأسست على يد المستكشف الإسباني لوكاس فاسكيز ايلون عام 1526، ولكن سرعان ما تفككت هذه المستعمرة بسبب الصراعات على السلطة، واستطاع العبيد الفرار بحثاً عن ملجأ في أراضي الأمريكيين الأصليين (الهنود). توفي دي أيلون والعديد من المستوطنين بسبب انتشار الوباء وهرب الإسبان من المنطقة تاركين العبيد الفارين. في عام 1565 أصبحت مستعمرة القديس أغسطس في فلوريدا أول مستوطنة أوروبية مستقرة في الأراضي التي أصبحت الآن الولايات المتحدة، وكان أغلب سكانها من العبيد الأفارقة.
في عام 1619 وصل حوالي 30 شخصاً من السود للعمل بالسخرة إلى ولاية فرجينيا، للانضمام إلى حوالي 1000 عامل يعملون بموجب عقود كخدم لسداد ديونهم.
| أصول والنسب المئوية للأفارقة المستوردة إلى أمريكا الشمالية وفي ولاية لويزيانا (1700 – 1820) | النسبة المئوية ٪ |
| ------------------------------------------------------------------------------------------- | ---------------- |
| سنغامبيا (ماندينكا، فولا، الولوف)                                                           | 14.5             |
| سيراليون (مندي، تيمنا)                                                                      | 15.8             |
| ساحل العاج (ماندى، كرو)                                                                     | 5.2              |
| غولد كوست (اكان، فون)                                                                       | 13.1             |
| خليج بنين (اليوروبا، إيوي، فون، اللادا، ماهي)                                               | 4.3              |
| خليج بيافرا (إيجبو، تكر، ايبيبيو، بميليكا، بوبي)                                            | 24.4             |
| وسط أفريقيا (كونغو، مبوندو)                                                                 | 26.1             |
| شرق أفريقيا (ماكو، مدغشقر)                                                                  | 1.8              |

وفضلا عن العبيد الأفارقة، كانت الأيدى العاملة في المستعمرات تتألف من الخدم الذين يعملون بالعقود لسداد الديون التي اعطيت لهم نظير نقلهم من بلادهم إلى المستعمرات. كان الخدم من الشبان الذين يطمحون إلى أن يصبحوا سكان هذا العالم الجديد، وكانت ظروفهم المعيشية أفضل حالاً من العبيد، والذين كان يتم معاملتهم كبضائع لا حقوق لهم. وكان يُقَدَّر أن أكثر من نصف البيض المهاجرين إلى المستعمرات البريطانية في العام الجديد ربما كانوا في الاصل خدماً بالمديونية.
واتبع المستوطنون الأوائل مع العبيد الأفارقة نفس الأسلوب الذي كان يعاملون به عمال التعاقد، تاركين لهم الحرية من الالتزامات بعد فترة معينة من الوقت. ولكن ما لبث أن أدرك ملاك الأراضى أن نظام الخادم بالتعاقد ليس في مصلحتهم؛ وذلك لأن العقد يسقط في الوقت الذي يصبح فيه العمال أكثر مهارة وخبرة، ولكن تحويل الخادم إلى عبد صريح لم يكن تدريجياً، ولم يكن هناك تشريع بشأن هذا الموضوع في تاريخ ولاية فرجينيا، ولكن سنة 1640 أدانت محكمة المستعمرة اسوداً بالعبودية. في عام 1654 أصبح كازور جون، أفريقى، أول عبد قانونى في المستعمرات. وذكر في الدفاع عن نفسه أنه كان خادماً بالدَين، وينبغي أن يُعامل على هذا النحو، ولكن محكمة مقاطعة نورثهامبتون، رفضت طلبه، معلنة أنه ملكية خاصة لأحد المستوطنين. وبسبب هذا الحكم أصبح الأفارقة الذين ليس لهم اصول إنجليزية في خطر من القوانين الإنجليزية. ولكن استطاع إليزابيث كى جرينيستيد، الذي وُلِدَ عن زواج مختلط، أن يحصل على حريته تطبيقًاً للقانون الإنجليزي، ولمنع تكرار هذه الحالة مرة أخرى، صدر قانون تحت اسم باتروس سيكويتر فينتريم في ولاية فرجينيا عام 1662 ينص على أن أي مولود من أمة يمتلك نفس صفة أمه مهما كان أصل والده. هذا القانون أعطى الحرية للأفراد الذين أنجبوا من إماء التهرب من الواجبات القانونية مثل الاعتراف بالذرية.
اشتملت مدونة العبيد الصادرة في فرجينيا في سنة 1705، كل المستوردين من كل البلاد غير المسيحية، بما في ذلك الهنود الذين بيعوا من اهليهم. وأصبح قانونياً إستعبادُ أي أجنبى غير مسيحي.

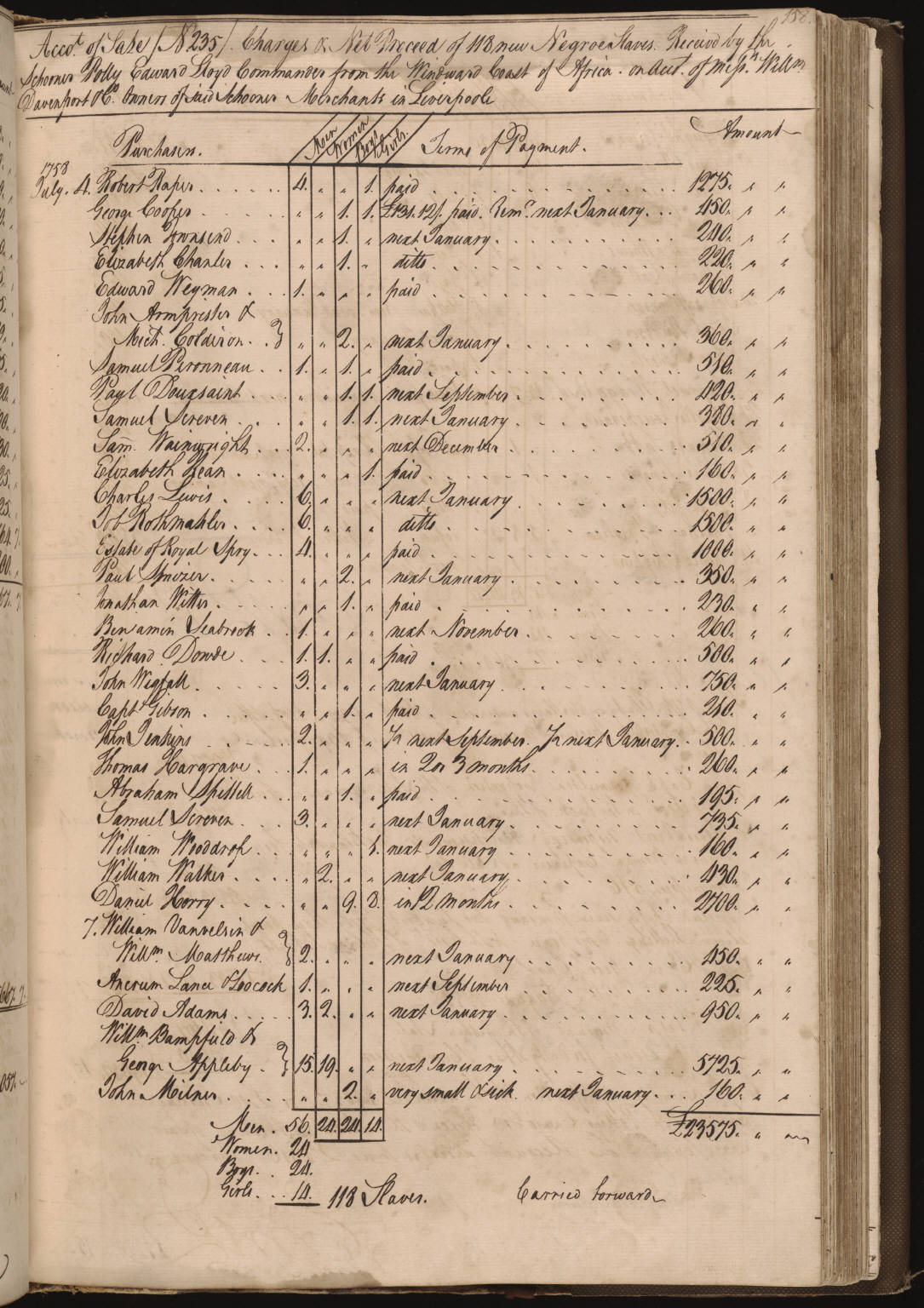
دفتر عرض بيع 118 عبدا، تشارلستون Charleston.

في 1735 أصدر مسؤولى مستعمرة جورجيا، والتي تأسست من أجل أن تمنح العمال بداية جديدة في تلك الأراضي، قانون يحظر الرق، الذي كان في ذلك الوقت قانونيا في جميع المستعمرات الإثنتي عشرة الأخرى. وقد رفض البروتستانت الاسكتلنديين من الجبال الذين استقروا في الإقليم الذي يعرف الآن باسم دارين، كل مؤسسات الرق. ولكن في 1750 أباحت ولاية جورجيا أيضاً ممارسة الرق، والأكثر من ذلك أنه في الفترة الإستعمارية تحت الحكم البريطاني كانت هذه التجارة لا تزال منتشرة في جميع المستعمرات الثلاث عشرة، وأسُتخدم العبيد في المستعمرات الشمالية كخدم وعمال وحرفيين، وتمركز معظمهم في المدن. وتمركز معظم العبيد في الجنوب، حيث يعتمد الاقتصاد أساساً على الزراعة، واستخدموا على نطاق واسع في جمع المحاصيل وفي الأعمال الثقيلة، وتفاقم الوضع لدرجة أنه في عام 1720 بلغ عدد العبيد ما يقرب من 65% من إجمالي سكان ولاية كارولينا الجنوبية. حاولت بعض من المستعمرات جاهدة إلغاء تجارة الرقيق الأفارقة عبر الأطلنطي خوفاً من أن يكون لهذا التدفق المستمر لهذه التجارة آثارٌ مدمرة مع مرور الزمن، وبهذا الصدد صدر نقض المجلس الخاص لصاحبة الجلالة. ومنعت مستعمرة رود آيلاند في عام 1774 استيراد العبيد، وجميع المستعمرات (بإستثناء جورجيا التي نفذت ذلك في 1798) حظرت أو حدت من تجارة الرقيق، وألغيت بعض من القوانين التي كان تنظم الصفقات في وقت لاحق.

## الثورة الأمريكية

### بريطانيا العظمى
لم يكن للعبودية وجود قانوني في المملكة المتحدة حتى صدر قرار في 1772 لم يدخل حيز التنفيذ من اللورد مانسفيلد رئيس المحكمة العليا، ولكن هذا القرار، الذي من الناحية النظرية ينبغي أن يطبق في جميع الأراضي الخاضعة للولاية القضائية البريطانية، لم يطبق فعلياً في المستعمرات. وقدم العبيد العديد من طلبات العتق من الرق للمحكمة الإنجليزية، وتمنى العديد من العبيد الهاربين الذهاب إلى إنجلترا اعتقاداً منهم أنهم يستطيعون أن يعيشوا كأناس أحرار. وخشي مستعبدو المستعمرات أن يقوم العبيد بحركات تمردية دعماً للبريطانيين في الحرب التي كانت على وشك الاندلاع.

### إعلاناللورد دانمور
في عام 1775 حاول اللورد دانمور، حاكم ولاية فرجينيا، إستغلال التوتر المتزايد بين العبيد وراسل اللورد دارتموث عن خطته.
أعلن دانمور في العام نفسه قانون الأحكام العرفية، ووعد بالحرية لجميع العبيد الذين ثاروا ضد أسيادهم وانضموا إلى «الجيش الملكي».
فر عشرات آلاف من العبيد، باحثين عن الحرية خلف خطوط الجيوش البريطانية ودمروا المزارع أثناء هروبهم. فقد هرب فقط من ولاية كارولينا الجنوبية ما يقرب من 25,000 عبد أي تقريباً 30% من السكان العبيد، حيث هاجر بعضهم ومات البعض الآخر أثناء نشوب الحرب. أعتق البريطانيون في المراحل الأخيرة من حرب الاستقلال ما يقرب من 20,000 عبد، وتم نقلهم إلى نوفا سكوشيا، في منطقة البحر الكاريبي وإنجلترا.

### دستور الولايات المتحدة الأمريكية
صودق على دستور الولايات المتحدة الأمريكية في عام 1787، وقد شمل العديد من الأحكام المتعلقة بتنظيم الرق: الباب التاسع من المادة الأولى يسمح بالعبودية، والباب الثانى من المادة الرابعة يحظر تقديم المساعدة للفارين من العبودية، وينظم استعاضة الملاك في حالة نجاح الهروب، والباب الثانى من المادة الأولى يحدد الضرائب والتمثيل في الكونغرس، أخذاً بعين الاعتبار، بالإضافة إلى السكان الأحرار، ما يعادل 3/5 السكان الرقيق في التعداد.
تحظر المادة الخامسة أي تعديل من شأنه أن يغير تجارة الرقيق حتى 1808.

### إلغاءالرقفي الولاياتالشمالية
أصبحت العديد من الولايات الشمالية الشرقية مناطق حرة للعبيد من خلال الحركات المحلية التحريرية، وقررت المستوطنات في منطقة الغرب الأوسط بعد الثورة الأمريكية إلغاء الرق في عام 1820. وانضمت إليها أيضا منطقة كبيرة من شمال الدول المحررة من الرق جغرافيا وسياسيا إلى ثقافة مكافحة الرق، وصولاً إلى ماسونديكسون (بين ولاية الرقيق ماريلاند والولاية الحرة بنسلفانيا) مع نهر أوهايو.

## منعام1790إلىعام1850

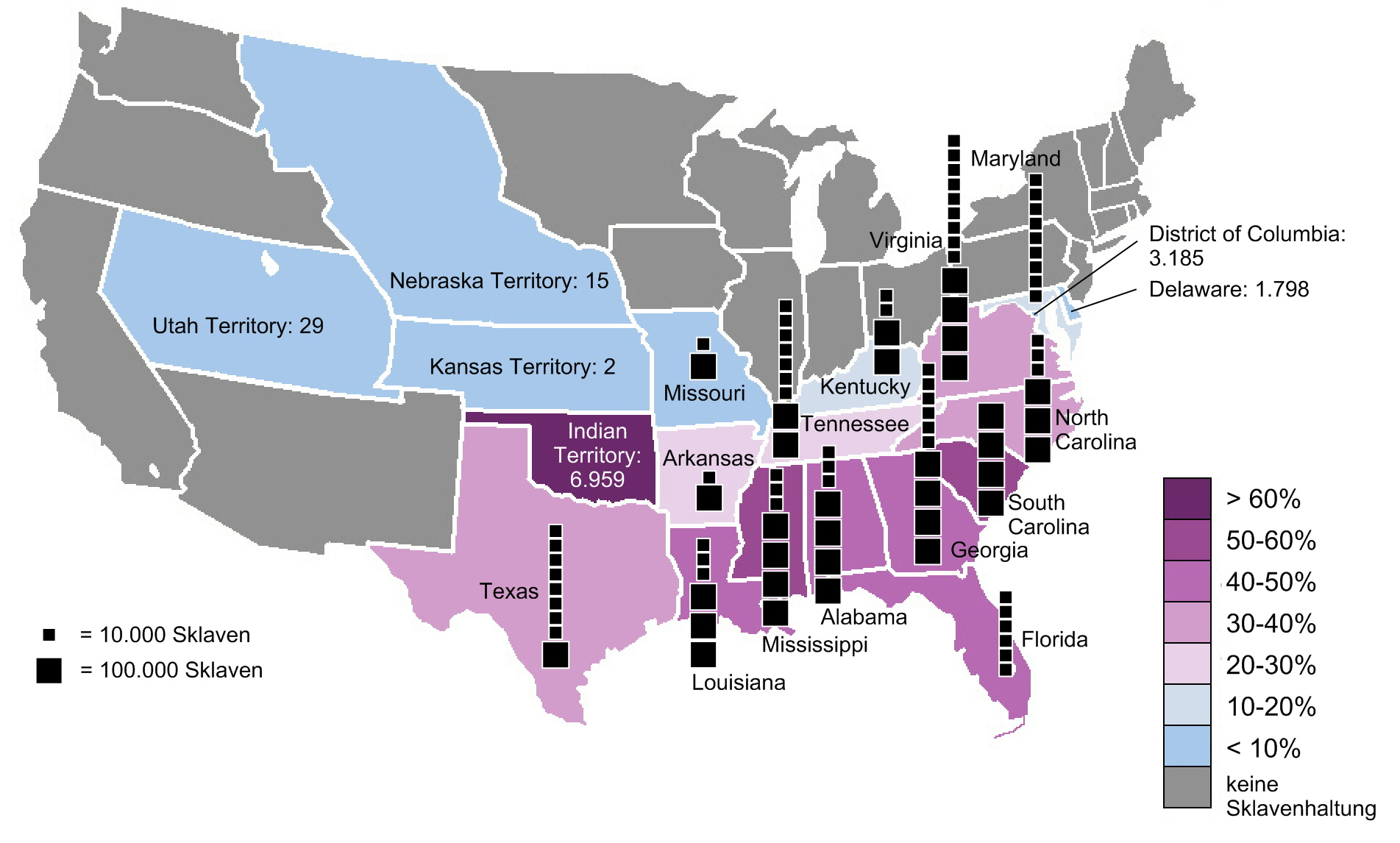
خريطة توزيع العبيد في الولايات المتحدة1860

### التهجير إلىالغربوالجنوب
كان الطلب المتزايد على الأقطان أحد الأسباب الرئيسيية التي دفعت المزارعين للتوجه نحو الغرب بحثاً عن أراضٍ جديدة صالحة للزراعة فضلا عن اختراع ماكينة حلج القطن والتي جعلت إنتاج القطن قصير التيلة أسرع وأكثر اقتصادية، وأدى هذا إلى التوسع في زراعة القطن في مساحات شاسعة في جنوب الولايات المتحدة.
إن التزايد الضخم في الاقتصاد الزراعي تطلب تهجير أعداد كبيرة من العبيد إلى الغرب والجنوب للعمل في هذه المساحات الشاسعة وقدر المؤرخون أن ما يقارب من مليون عبداً تم تهجيرهم إلى الأراضي الجديدة في الفترة ما بين عامى 1790 و1860، وتم إستقدام معظم العبيد من مارلاند وفرجينيا وكارولينا حيث الطلب على العبيد من أجل الزراعة كان أسوأ. كانت الوجهات الأساسية للمزارعين قبل عام 1810 إلى كنتاسكي وولاية تينيسي، ثم تحولت بعد ذلك إلى جورجيا والاباما والميسيسيبي ولويزيانا وتكساس.
أطلق بعض المؤرخين على هذه الفترة من التهجير «العبور الأوسط الثاني»، بالإشارة إلى «العبور الأوسط»، الاسم الذي اشتهر به نقل العبيد من أفريقيا إلى الأمريكتين، ذلك لأن التهجير من المستوطنات الجديدة إلى الغرب أنتج العديد من أهوال تجارة الرقيق الافارقة عبر المحيط الأطلسي وما نتج عنها من ألم وخسارة وفراق للأهل، حيث انتُزعوا قسراً من أراضيهم وأهليهم، إلى أراضٍ مجهولة وظروف معيشية أسوأ من السابق.
تم تهجير ما يقرب من 300,000 عبد في عام 1830 إلى ولاية ألاباما والمسيسبي. وبلغ عدد العبيد الذين نقلوا إلى المستوطنات الجديدة بين عام 1810 و1860 ما يقرب من 300,000 عبد تاركين موطن نشأتهم، وبنهاية الحرب الأهلية بلغ عدد العبيد ما يقرب من 250,000 عبد، كان حوالي 60-70% من العبيد المنقولين في هذه المرحلة من المبيعات المحلية، والتي هي ليست جزءاً من العبيد الجدد من أفريقيا. وتطور الوضع حيث كان من الممكن في الفترة بين عام 1820 و1860 بيع أطفال العبيد منفصلين.
كان تجار العبيد مسؤولين عن معظم عمليات نقل العبيد إلى الغرب، وأُرسل جزءٌ صغير فقط من العبيد إلى المستوطنات الجديدة مع أسرهم .لم يكن هناك أي اهتمام بنقل عائلات بأكملها، لأنه في السنوات الأولى من بناء المستعمرات الجديدة كان الأهم نقل عبيد من الشباب الذكور. طالب المزارعون لاحقاً، من أجل إنشاء قاعدة مستقبلية من العبيد تعتمد على التناسل فيما بينهم لانجاب أطفال عبيد، بالمساواة بين الرجال والنساء.
كتب مؤرخ برليني أن تجارة العبيد الداخلية أصبحت سوقاً مزدهرة أكثر من الجنوب، وباستثناء الإنتاج الزراعي، تعتبر تجارة العبيد أحد النظم الأكثر حداثة في ذلك الوقت فيما يتعلق بالنقل، والتمويل والإعلان، خالقة مفاهيم جديدة وأصبحت شائعة الاستخدام مثل: الأيدي الأولى في تربية النضج وفتيات الهوى.
إن توسع السوق الداخلية لتجارة العبيد أنعش اقتصاديا الدول الساحلية، التي كانت قد بدأت في الانكماش، وبسبب الطلب المتزايد على العبيد أدى إلى تزايد أسعارهم باستمرار.
كان يقوم بعض التجار بنقل عبيدهم عن طريق البحر إلى نورفولك ونيو أورليانز، ولكن العديد من العبيد أجبروا على المشي لمسافات طويلة.
كانت الهجرات العادية تنشئ شبكة من الأكواخ، والحقول والمستودعات وكانت تستخدم كملاجئ مؤقتة للعبيد خلال المسيرة الطويلة، وكان العديد من العبيد يُباعُ ويُشترى في نفس الرحلة.
كان عدد الوفيات في تلك الرحلة أقل من عدد الوفيات التي حدثت أثناء عبور المحيط الأطلسي، ولكن عدد الوفيات كان أعلى من متوسط نصف سكان الولايات المتحدة في تلك الأونة.

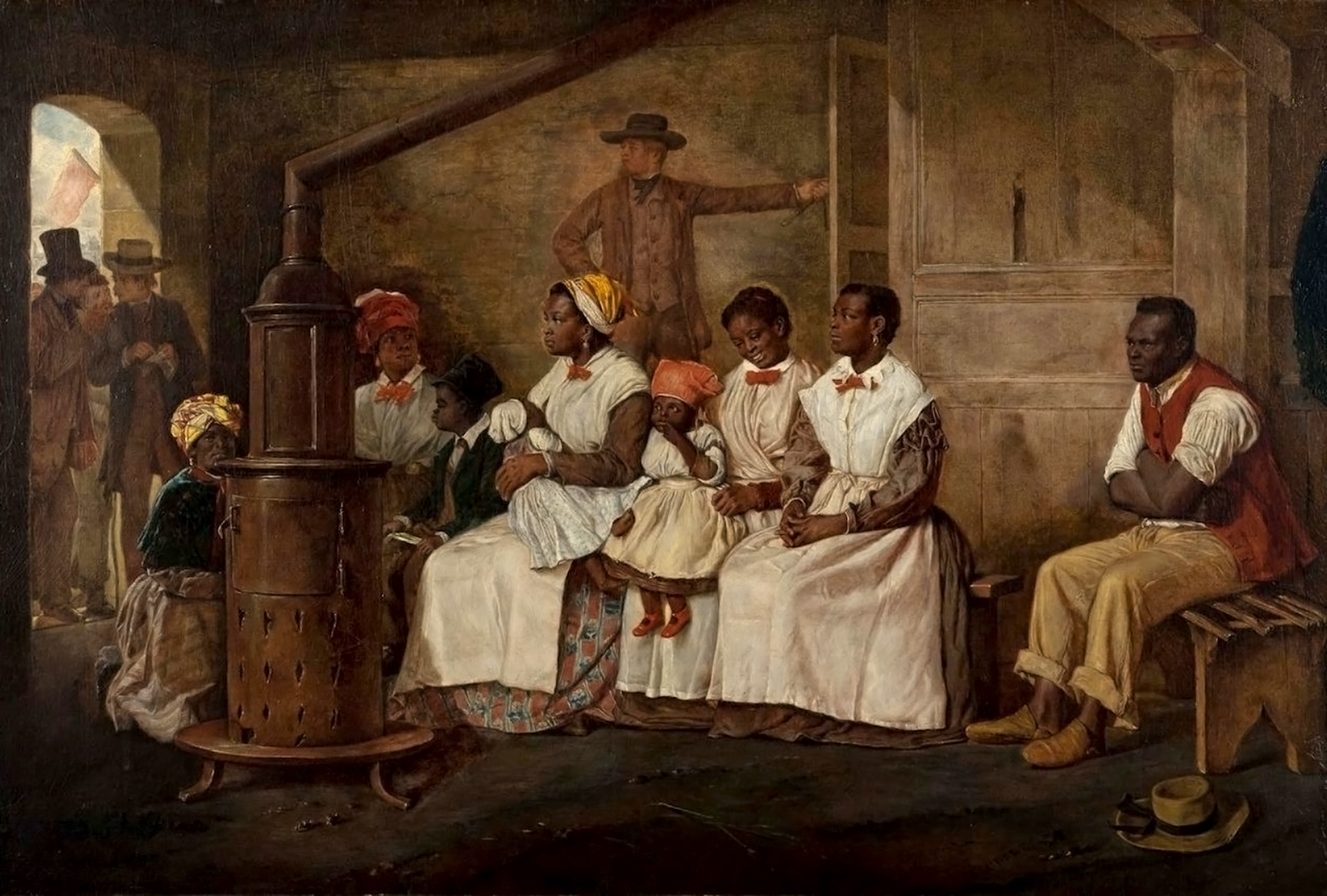
رسم لعبيد معروضون للبيع ,ريكاموند فيرجينيا 1853.

انتهت الرحلة، ووجد العبيد أنفسهم أمام بيئة مختلفة تمام الاختلاف عن تلك التي اعتادوا عليها في الشرق، كان عليهم عمل مسح كامل للمنطقة لتهيئة الأراضي للزراعة وحرث الأراضي التي لم يطأها أحد من قبل وبناء المستوطنات الجديدة، كان هذا بمثابة إبادة للعبيد نظراً للظروف اللا آدمية التي أرسلوا إليها، ونتيجة لمزيج من سوء التغذية والمياه الملوثة وورديات العمل المرهقة بالإضافة إلى أنها محفوفة بالمخاطر حيث إن هذا التهجير نتج عنه العديد من الضحايا، بالإضافة إلى أن المزارع الجديدة كانت تقع بالقرب من الأنهار، من أجل تسهيل نقل البضائع عن طريق المياه، ولكن هذا الأمر خلق بيئة غير صحية حيث انتشر البعوض، كل هذا شكل بيئة غير صالحة للحياة للعبيد وعرضهم للهلاك والاوبئة، هؤلاء العبيد الذين كان لديهم مناعة ضعيفة ضد الأمراض اكتسبوها من الأقاليم الشرقية في أمريكا. وكان معدل وفيات العبيد في السنوات الأولى عالية جداً لدرجة أن المزارعين كانوا يفضلوا استجار العبيد بدلاً من شرائهم مباشرة. في هذه الظروف اللا إنسانية التي كان العبيد يعيشون فيها، زادت حدة التوتر بينهم بين أسيادهم، مما اضطر المزارعين إلى الإستمرار في استخدام العنف لإخماد أعمال الشغب. كان العديد من العبيد لم يسبق لهم العمل في حقول القطن، ولم يعتادوا على العمل من الفجر إلى الغروب، ولكن الظروف تجبرهم على البقاء في الأراضي الجديدة. في تلك الظروف القاسية لم يعد لدى العبيد الوقت للتخفيف من صعوبة الحياة كما كان يحدث في أماكن أخرى، فعلى سبيل المثال كانوا بأنفسهم يُرَبُّون الماشية المخصصة للشراء والبيع.
بدأ المستوطنون الفرنسيون زراعة قصب السكر في ولاية لويزيانا وتصديره كمنتج أساسي على هيئة مواد خام، وعندما تم انتقالهم إلى المستعمرات الأمريكية انضم الأمريكيون إلى سوق السكر. ارتفع عدد العبيد في ولاية لويزيانا بين عامي 1810 و1830 من أقل من 10,000 إلى أكثر من 42,000 عبدا، وأصبحت نيو أورليانز مركزاً هاماً لنقل العبيد.

### الظروف المعيشية

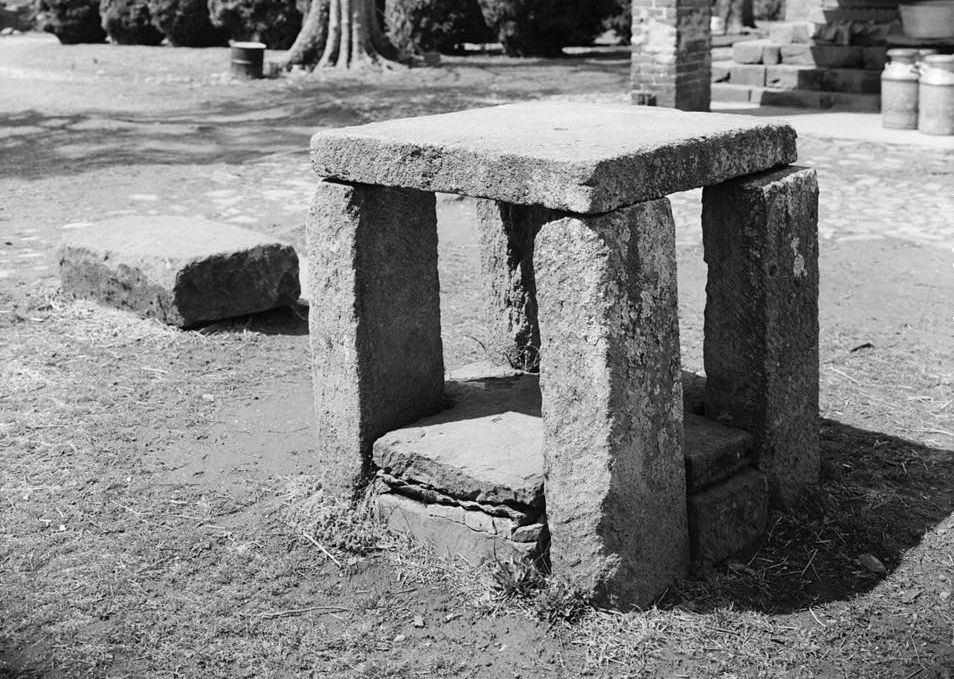
كتلة حجرية تستخدم لمزادات العبيد

اختلفت معاملة العبيد في الولايات المتحدة باختلاف الفترة التي عاش فيها العبيد واختلاف المكان، ولكن في العموم كانت الظروف المعيشية سيئة للغاية، تتميز بوحشية المالك والتدهور واللا إنسانية. كان من بين أشكال اللا إنسانية في معاملة العبيد الجلد في حالة التمرد وقد تصل إلى الإعدام والاغتصاب، ويستثنى من ذلك بعض العبيد الذين كانوا متخصصين في أعمال ذات أهمية كبيرة كممارسة الطب؛ وأما العبيد المستأجرين فكانوا أحسن حالاً في المعاملة نظراً لأنهم ليسوا مملوكين بصورة مباشرة. كان التعليم ممنوعاً تماما عن العبيد، لمنع التحرر الفكري الذي قد يغرس في العبيد أفكار الهروب أو التمرد. الرعاية الطبية كانت تتم عن طريق العبيد أنفسهم ممن لهم معرفة طبية أو يمتلكون مفاهيم الطب التقليدي الأفريقي. كانت في بعض الولايات الشعائر الدينية محظورة حتى لا يتسنى للعبيد التجمع وبالتالى القدرة على التنظيم والتمرد. كانت عقوبات العبيد المتمردين جسدية، تمثلت في الجلد والحرق والتشويه والوشم بالنار، وقد تصل للشنق. في بعض الأحيان كانت العقوبات دون سبب محدد، ولكن فقط لتأكيد هيمنة السادة. وكان النخاسون في أمريكا يُسيئون
معاملة العبيد جنسيا ومن تعترض من السيدات كانت تُقتَل.
كان الاعتداء الجنسي متأصلاً جزئياً في ثقافة الولايات الجنوبية، حيث كانت المرأة، بغض النظر عما إذا كانت بيضاء أو سوداء، لا تزال تعتبر ملكية خاصة.
ومن أجل الحفاظ على «العرق النقي» كانت محظورة تماما العلاقات الجنسية بين النساء البيض والرجال السود، ولكن لم تحظر العلاقات بين الرجل الأبيض والمرأة السوداء.

### رموز العبيد
تم إنشاء رموز خاصة لتنظيم العلاقة بين العبيد وأسيادهم، وكان لكل ولاية رمز خاص بها، على الرغم من أن العديد من البدايات كانت مماثلة لجميع ولايات الرقيق. في رمز مقاطعة كولومبيا الكيان القانوني «الرقيق» تم تعريفه كالإنسان، الذي هو محروم بالقانون من حريته في الحياة، ومملوك من قبل شخص ما.

### حركات تحريمية

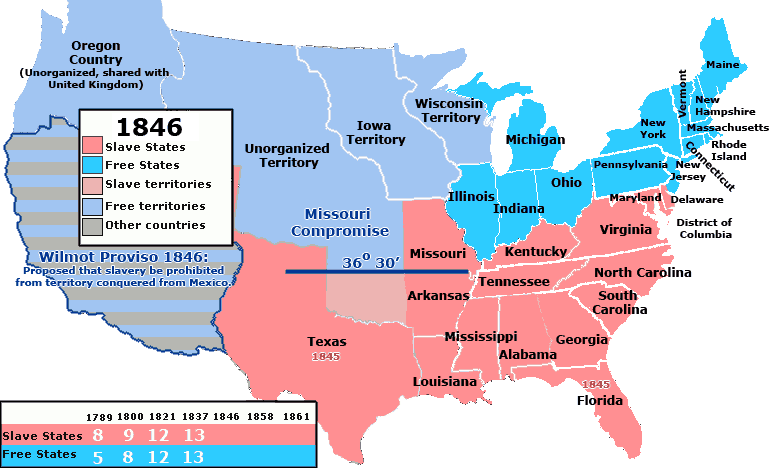
خريطة توضح الأماكن التي منعت أو لم تمنع الرق في الولايات المتحدة

بين عام 1776 وفي 1804 كان الرق غير مشروع في كل ولايات شمال نهر أوهايو وخط ماسونديكسون. وألغته بعض الولايات تدريجياً بتحويل حالة العبيد إلى خدم بالمديونية، والذي بعد فترة معينة من الوقت سوف يصبح حراً أو مواطناً بحكم القانون. وكان هناك أيضا اقتراح من توماس جيفيرسون يهدف إلى إلغاء الرق في جميع أراضي الولايات المتحدة، ولكن التصويت لم يكن موضع ترحيب الا من صوت واحد فقط، وكان لكل دولة مطلق الحرية في اتخاذ القرار المناسب بشأن هذه اللمسألة.
بعدما حظرت كلٌ من بريطانيا والولايات المتحدة استيراد العبيد من أفريقيا ومن الأقاليم الأخرى عموما، تم تكليف الأسطول الإنجليزي «سرب غرب أفريقيا» بعمل دوريات على الساحل الغربي لأفريقيا لقمع تجارة الرقيق، وبدعم من البحرية الأمريكية، وقد أضفى ذلك الطابع الرسمي على التعاون بين البلدين في عام 1842، عندما اتحد الأسطولان تحت اسم «سرب أفريقيا».
ألغت بعض الدول المستقلة الرق، ولكن تدريجياً، إلا أنه في كل من نيويورك وبنسلفانيا كان لايزال العبيد في تعداد عام 1840، على الرغم من أنها قد ألغت هذه الممارسات قبل عقود. وكان هناك أيضا عددٌ قليلٌ من العبيد في ولاية نيو جيرسي في عام 1860.
وكانت المنظمات الرئيسية التي دعمت قضية إلغاء الرق في المجتمع منظمة بنسلفانيا لتحرير المجتمع ومنظمة نيويورك لعتق المجتمع. وجاء دستور ولاية ماساتشوستس عام 1780 حاملاً عبارة «جميع الناس يولدون أحراراً ومتساوين»، واستنادا على هذة الجزئية رفع العبد وكر كوك دعوى قضائية مطالباً بحريته، وحُكِمَ له فيها. وكنتيجة لذلك انتهى في ماساتشوستس الرق. انتهت مشكلة الرق، ومع ذلك، وعلى الرغم من الحركات التحريرية، وجدنا أنفسنا نواجه احتكاكات جديدة ناجمة عن الفصل العنصري الذي تعرض له السود الأحرار.
في النصف الأول من القرن التاسع عشر نمت الحركات المناهضة للعبودية بكثافة في جميع أنحاء الولايات المتحدة، ولكن أيضاً وجد معارضة شديدة من الجنوبيين البيض، الذين حققوا أرباحاً ضخمة من ممارسة الرق. تجار الرقيق هم من أشار إلى هذه الممارسة كمؤسسة غريبة، من أجل الدفاع عن وجهة نظرهم، في محاولة للتفريق بين الرق لغوياًً وبين سائر أشكال الأعمال القهرية.

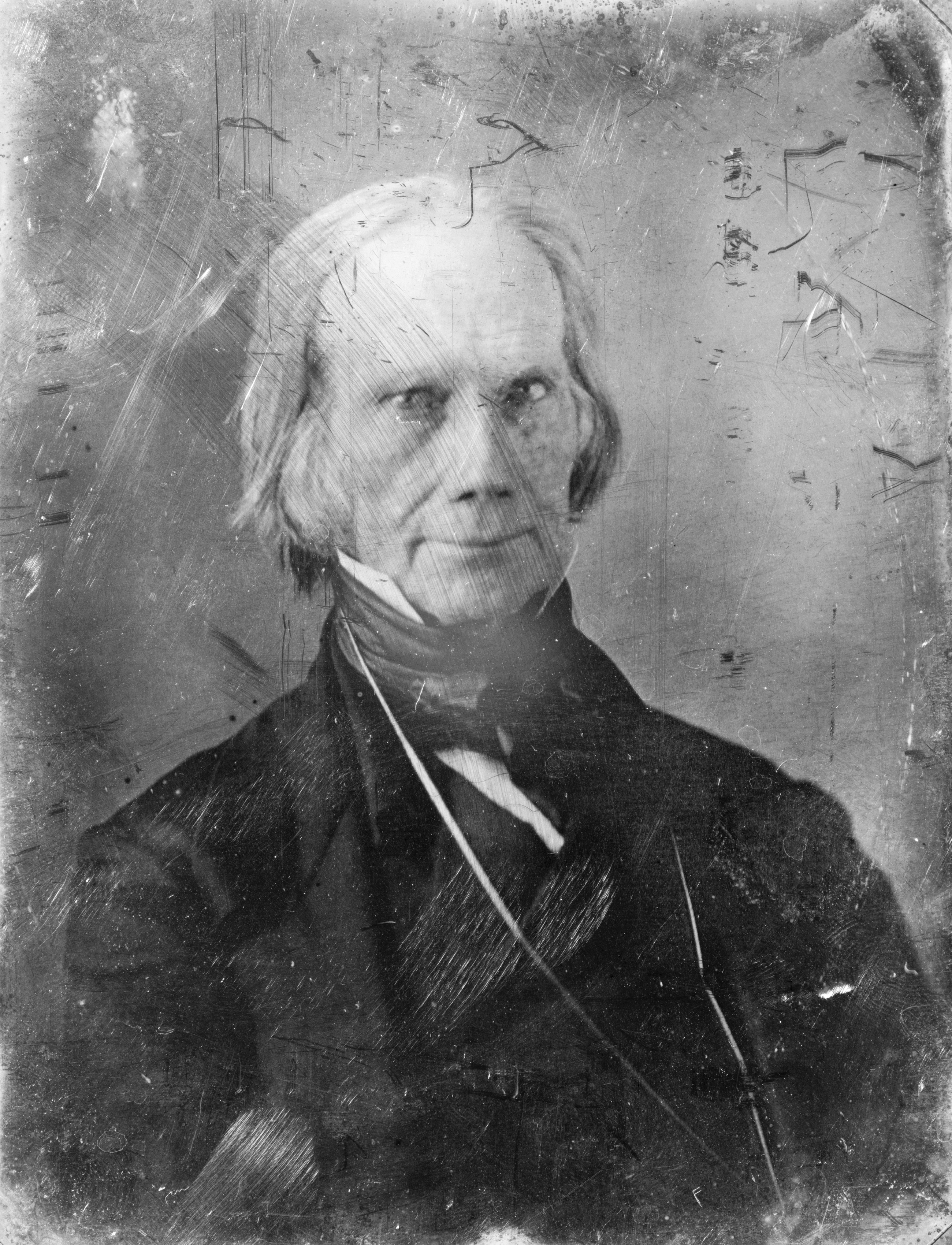
هنري كلاي (1777-1852)، أحد مؤسسي جمعية الاستعمار الأمريكية، المنظمة التي تكفلت بجلب الأمريكيين السود إلى أفريقيا، أولئك الذين أسسوا ليبيريا حاليا.

اقترحت العديد من المنظمات في عام 1800 توطين السكان السود في أماكن أخرى، حيث يمكنهم التمتع بمزيد من الحرية الفردية، التي يصعب الحصول عليها في الولايات المتحدة الأمريكية بسبب التميز العنصري. اقترح البعض بناء بعض المستوطنات الجديدة في أراضي أخرى حيث يمكن تشكيل مستعمرات للأمريكيين السود، بينما اقترح آخرون هجرة حقيقية. بين عامي 1820 و1830 كانت جمعية الإستعمار الأمريكية (ACS) من بين أوائل المنظمات التي اقترحت نقل الأمريكيين من الأصول الأفريقية إلى أفريقيا، حيث يمكنهم إقامة مجتمع قائم على المساواة الاجتماعية، وفي عام 1821 تشكلت مستوطنة ليبيريا، حيث قدمت جمعية الإستعمار الأمريكية (ACS) دعماً للآلاف من الأميركيين السود والعبيد السابقين والسود الأحرار (ومع ذلك لم يكن لهم نفس القدر من الحرية القانونية التي يتمتع بها السكان البيض) في عملية النقل. رأى العديد من البيض في هذا الحل أفضل مقارنة بتحرير العبيد في الولايات المتحدة، وهذا ما رأه هنري كلاي نفسه، مؤسس جمعية الإستعمار الأمريكية، وقال أن التحيزات التي تنبع من لون بشرتهم كانت خلاف لا يمكن التغلب عليها في المجتمع الأمريكي في ذلك الوقت، وكان من الأفضل، لاحترام كرامتهم، وبقية السكان، أخذهم إلى أماكن أخرى. كان كلاى مقتنعاً بأن الأفريقيين لن ينسجموا في نسيج الولايات المتحدة الأمريكية بسبب التحيز الذي يضرب بجذوره في السكان، وهجرتهم إلى المستوطنة الأفريقية الحرة الجديدة هو حل من شأنه ان يرضى جميع الأطراف.
بعد عام 1830 ظهرت حركة دينية التي يقودها وليم لويد غاريزون والذي أعلن بأن الرق خطيئة كبيرة، وطلب من أصحاب العبيد البدء في عملية التحرير. كانت الحركة مثيرة للجدل، وكادت أن تكون أحد أسباب اندلاع حرب أهلية في أمريكا. ورأى بعض دعاة إلغاء الرق مثل جون براون نظرية استخدام القوات المسلحة لوضع حد للعبودية، في حين أن البعض الآخر لجأ إلى الطرق القانونية السلمية.

### تزايد حدة التوتر
القيمة الاقتصادية للمزارع قد شهدت طفرة مع اختراع جهاز حلج القطن اللي ويتني، جهاز مصمم لفصل ألياف القطن عن البذور بطريقة بسيطة. كان الاختراع ثورة في صناعة القطن، وبفضله ارتفع إنتاج المنتج النهائي للقطن إلى 50% في الإنتاج اليومي. وكان نتيجة لهذا الابتكار تزايد الطلب على العبيد أضعافاً مضاعفة، بغية تغطية القوى العاملة اللازمة لزراعة حقول جديدة.
بدأت في نهاية القرن الثامن عشر دول الشمال تدريجيا حظر الرق، في البداية، حظر بيع العبيد، ثم في وقت لاحق أيضا حرر العبيد. تزايد تعداد السكان السود الحر من بضع مئات عام 1770 إلى ما يقرب من 50 ألف نسمة عام 1810.
مع تزايد الطلب على العبيد، أصبح توافر العبيد أمر صعب، واعتمد «دستور الولايات المتحدة» في عام 1787 حظر تغير مواد المعاهدة الدولية المتعلقة بتجارة الرقيق حتى 1808، لكن في 1 يناير 1808، ألغى الكونغرس فوراً ممارسة تجارة الرقيق.
ولذلك لن يتوفر عبيد جدد إلا أولئك الذين ينحدرون أصلاً من العبيد المقيمين على الأراضي الأميركية. حيث لم يتم بعد إلغاء التجارة الداخلية للعبيد، التي ظلت الطريقة القانونية الوحيدة للحصول على عمال السخرة.
ونظراً للحظر المفروض على تجارة الرقيق الدولية استمر الإتجار ولكن على نطاق صغير، مما حمل الكونجرس أن يعلن في عام 1820 أن هذه الممارسات هي أعمال قرصنة، مع فرض عقوبات على مرتكبي الجرائم في حالة ثبوت الإتجار بالعبيد. ولكن هذه القيود لم تمنع تجارة الرقيق من أفريقيا حتى اندلاع الحرب الأهلية.

### حرب عام 1812
خلال حرب عام 1812 أعطت قيادة البحرية البريطانية تعليمات بأن يُشَجَّع على هروب العبيد، مع وعد بضمان حريتهم تماماً كما حدث أثناء الحرب الأهلية الأمريكية. آلاف من العبيد السود استفادوا من هذا العرض غير المتوقع وبدأوا يلوذون بالفرار مع أسرهم، والتحقوا بالكتيبة الثالثة من «مشاة البحرية الملكية» في جزيرة طنجة، ولاية فرجينيا. أحضرت سرية إضافية من «مشاة البحرية الملكية» إلى برمودا، حيث هرب العديد من العبيد إليها، الرجال والنساء والأطفال، وأعطوا مأوى وعملاً. كان توطين العبيد هو قوة دفاع في حالة الهجوم.
خاض أولئك العبيد السابقون بجانب البريطانيين في حملات الأطلسي، بما في ذلك الهجوم الذي وقع في واشنطن ولويزيانا، والعديد منهم في وقت لاحق أعيد توزيعهم في «غرب الهند»، بريطانيا، أو جلبوا إلى ترينيداد في آب/أغسطس 1816، حيث منح 700 من هؤلاء العبيد - بعد تحريرهم من الجيش - ملكية قطعة من الأرض. وجند العديد من الآخرين في الأفواج البريطانية الموجودة في المنطقة، أو شكلوا من أنفسهم وحدات قتالية جديدة للجيش البريطاني. وانتقل عدة آلاف من العبيد إلى ما يعرف الآن بسكوتيا الجديدة.
عانى تجار الرقيق خسائر فادحة في ممتلكاتهم، حيث قرر عشرات الآلاف من العبيد خطوة بخطوة التحرر والانضمام إلى القوات البريطانية.
وبدى على الفلاحين الدهشة حيال أن العبيد كانوا على استعداد للمخاطرة بحياتهم من أجل تحقيق الحرية لهم ولأسرهم.
حاول بعض تجار العبيد من ولاية كارولينا الجنوبية الاتصال بالهاربين المستقرين في برمودا، في محاولة لإقناعهم بالعودة إلى الولايات المتحدة، ولكن دون جدوى.
بعد توقيع «معاهدة جنت» التي أنهت الحرب بين المملكة المتحدة والولايات المتحدة، بريطانيا وعدت بعودة العبيد، ولكن بدلاً من التحرك في هذا الصدد. قامت بريطانيا بمنح الولايات المتحدة 350,000 دولار على سبيل التعويض.

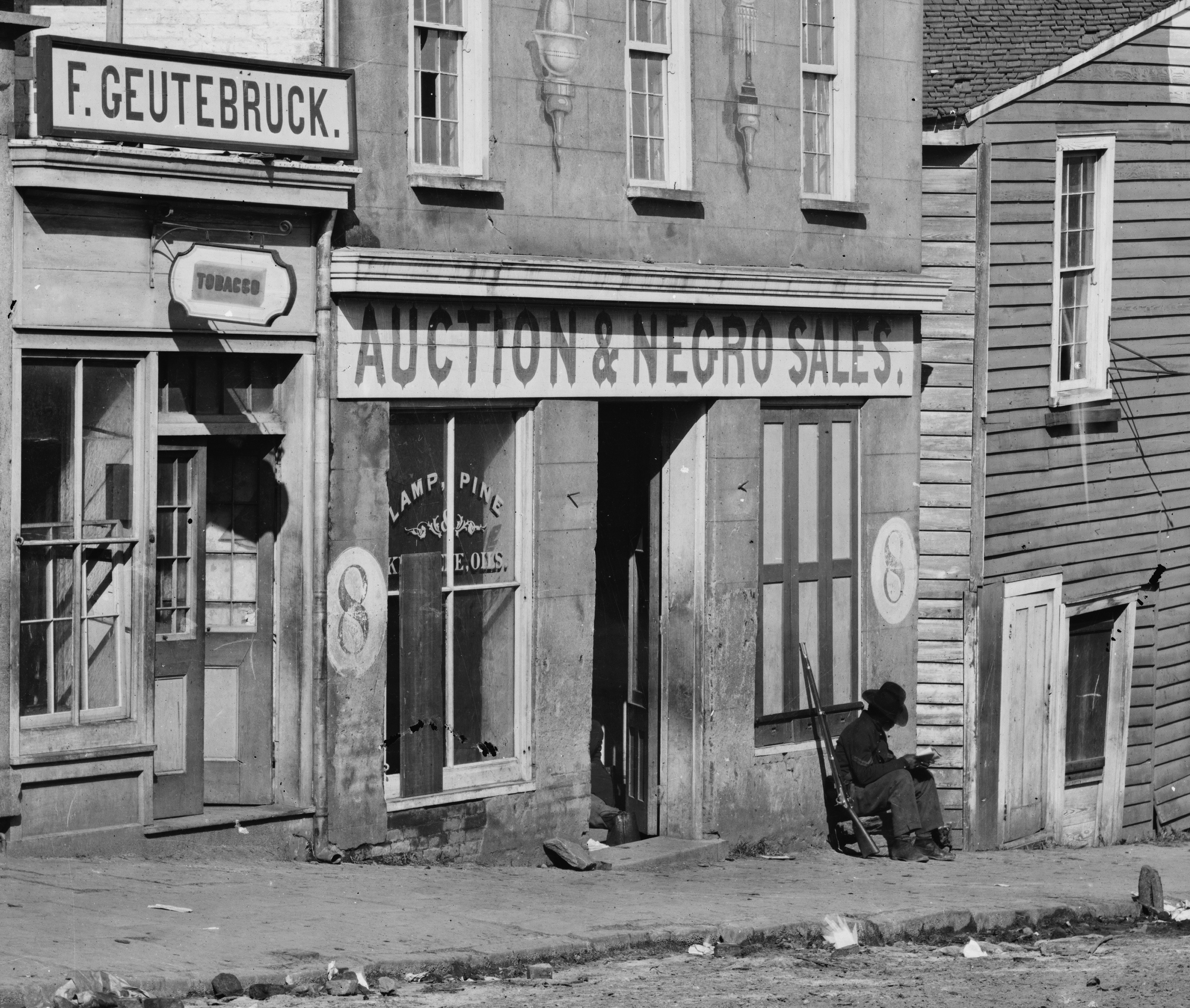
سوق الرقيق.أتلانتا، ولاية جورجيا

### تجارة العبيد الداخلية
أصبحت تجارة العبيد الداخلية من عام 1815 إلى عام 1860 النشاط الاقتصادي الأكبر في دول الجنوب. فيما بين عامى 1830 و 1840 قدر عد العبيد الذين بيعوا داخل حدود الولايات المتحدة بحوالى 250,000 عبداً تقريبا، في حين كانت النسبة في 1850 حوالى 193,000 فقط. بلغ تعداد السكان العبيد في عام 1860 حوالي 4 ملايين فرد.
إن التدفق المستمر للعبيد خلق صعوبة كبيرة في تحديد أصول هؤلاء العبيد وتحديد الدول التي تم استقدامهم منها، ومن تكون أسرهم، وإذا ما كانوا أحفاداً لسود من تجارة الرقيق الأفريقي الأطلسي، أم أنهم أحفاد العبيد الأصليين من الولايات المتحدة.

### الدين
في البداية ندد المبشرون المسيحيون، المعمدانيون والمنهجيون، بالرق، وقاموا بتشجيع المستعبدين لتحرير عبيدهم، وحث كل العبيد السود أو البيض الأحرار إلى اعتناق المسيحية، وحمل رسالة الدين وأن يقدموا أدواراً نشطة في الخدمات الدينية. ولكن مع مرور الوقت وتزايد انتشار الرق في الولايات الجنوبية، بدأ المبشرون تغيير رسائلهم، ودعم المؤسسات العاملة في تجارة الرقيق، بجانب الجنوبيين الذين رفضوا رفضاً قاطعاً بعد عام 1830 التصدي للجدل حول مدى أخلاقية الرق.
لقد اقتبست نظرية التوافق بين المسيحية والرق العديد من الفقرات من الكتاب المقدس القديم والجديد على حد سواء.
كان يشهد عبيد الجنوب المهام الدينية للبيض، حيث كانوا يجلسون في الصفوف الخلفية أو على شرفات الكنيسة، للاستماع إلى أحد المبشرين البيض، الذي أكد أنه من العدل والحكمة أن يستمر العبيد في خدمة سادتهم، آخذين في عين الاعتبار أن الخدم هم أيضا بشر، وألا نتناسى أنهم في الأصل ملكية خاصة. ناشد المبشرون المستعبدين عن مسئوليتهم تجاه ممتلكاتهم من العبيد، مشجعين إياهم باتخاذ مواقف أبوية تجاة العبيد دون اللجوء للعنف لفرض الانضباط فيما بينهم، ولكن على سبيل المثال نشر المسيحية فيما بينهم.
أنشأ العبيد أنفسهم مهام دينية، مجتمعين في مجموعات تحت مراقبة على أسيدهم والمبشرين البيض. كان المزارعون ومعهم ما يقرب من 20 وحدة من العبيد يجتمعون مع عبيد حقول مجاورة ليلاً.
تدور هذه التجمعات حول شخصية الواعظ المفرد وهو أمي تقريبا ومحدود المعرفة باللاهوت، ولكن لديه قدرة على نشر القيم الروحية لمجتمع العبيد. إرث انتقل حتى يومنا هذا من هذه المهام السرية هو الموسيقى الروحية.

### نات تيرنر والقوانين المضادة للتعليم

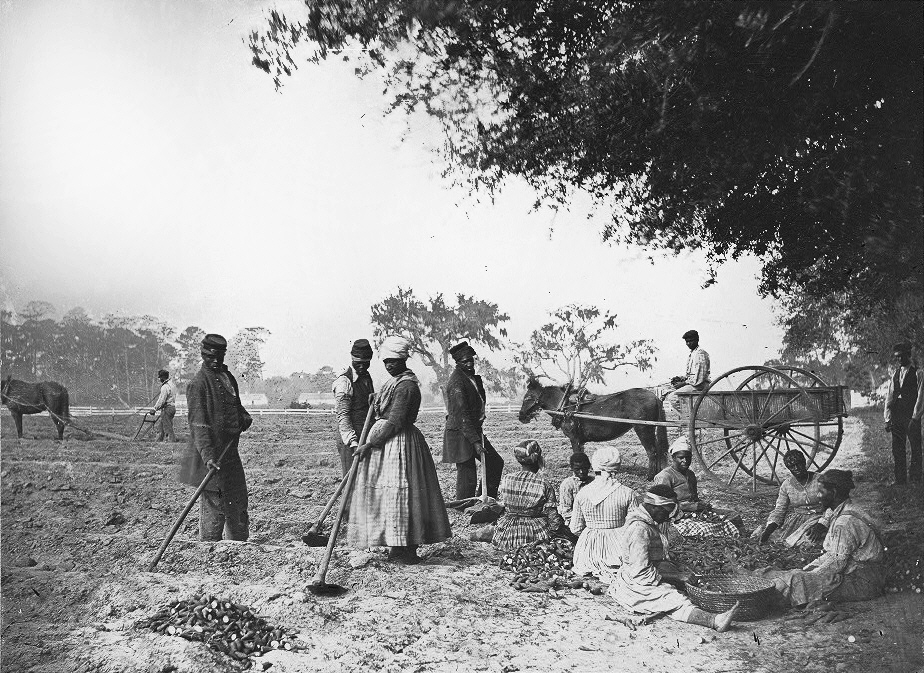
زراعة البطاطس 1862/63

اندلعت في عام 1831 انتفاضات عنيفة ودموية من قبل مجموعة من العبيد تحت قيادة نات تيرنر، في كونتيا دي سوزامبتون، فيرجينيا، مطالبين بالحرية لأنفسهم، ونجح عبيد تيرنر وأتباعهم من قتل ما يقرب من ستين أبيض، وكان من بينهم نساء وأطفال احتموا بكنيسة جنوب كارولينا.
ألقي القبض على تيرنر وأتباعه وتم إعدامهم جميعا، وتم تقطيع جسد تيرنر، وقامت ميليشيات البيض بقتل المئات من العبيد الذين لم يكن لهم دور في التمرد، وخوفاً من تمردات أخرى جلد وعذب بقسوة مئات من العبيد، وسنت قوانين صارمة في الجنوب للحد من حقوق العبيد الهزيلة إبان هذة الحركات التمردية.
حرم، في فيرجينيا على السود والبيض الأحرار على حد سواء، امتلاك الأسلحة النارية والاحتفال بالشعائر الدينية وأيضا حرم تعليم السود الآخرين القراءة والكتابة.
رمزيا كان القانون الصادر في فيرجينيا ضد تعليم السود، عبيداً أو أحراراً، أبناءاً لسود أو زواج مختلط، ويعاقب بقسوة من يخالف هذا القانون سواء المعلم أو المتعلم.

### الاقتصاد
أشار اليكس دى توكفيل في كتابه الديمقراطية في أمريكا 1853 إن المستعمرات التي حظرت العبودية أصبحت أكثر تعددية في السكان وأكثر ازدهاراً من تلك التي ترسخت العبودية في مجتمعاتها، ولقد ظهر جليا الازدهار بقدر ما كانت العبودية قاسية على السود وغير ملائمة اقتصاديًّا للسادة أنفسهم.
كانت تطبق في تجارة العبيد تخفيضات وخصومات في أسعار البيع وذلك طبقا لقدرتهم أو عيوبهم، وكانت هناك اختلافات طفيفة في الطريقة التي يقدر بها المزارعون عبيدهم مقارنتها بأي رأس مال خاص آخر مستخدم.
كان تجار الرقيق دقيقين في الحكم على أسعار العبيد كما لو كانوا آلات. وتختلف الأسعار طبقا للحالة الصحية والنوع، فعلى سبيل المثال يبلغ ثمن عبد نجار، إذا كان بصحة جيدة، 50% أكثر مقارنة بآخر مساوي له في المهارة والعمر لكن ضعيف، في حين أن العبيد ذوي العيوب الجسدية الواضحة يباعوا بخصومات كبيرة. بالإضافة إلى أن عمر العبد له تأثير ملحوظ على سعره.

## 1850

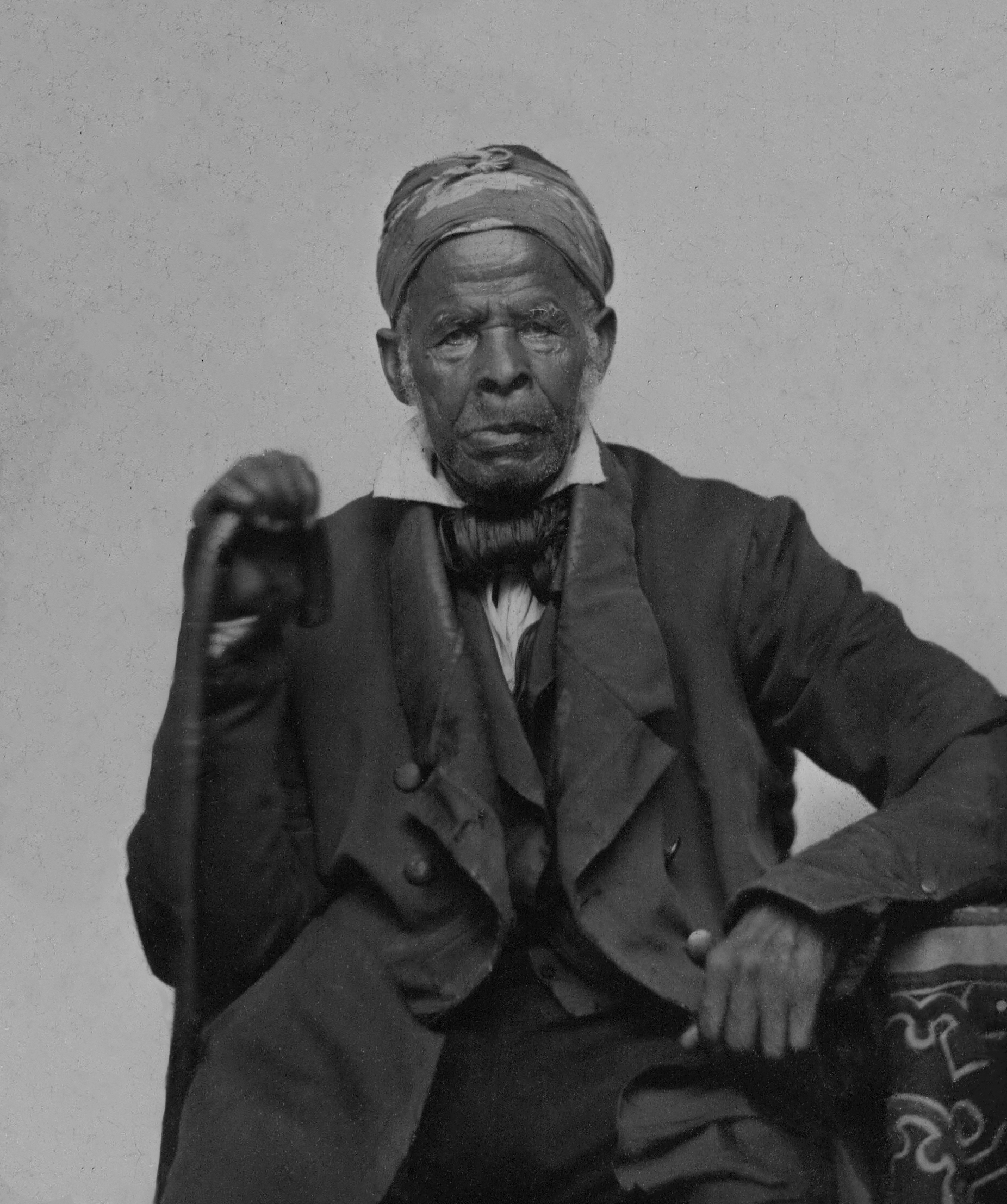
العم ماريان، عبد له شهرة كبيرة في ولاية كارولينا الشمالية. داجيروتيب 1850.

ونتيجة تسوية الثلاثة أخماس في دستور الولايات المتحدة، والتي تسمح لتوزيع مقاعد الكونغرس استناداً إلى تعداد السكان آخذاً في الاعتبار أن 3/5 السكان عبيد (بدون حق التصويت)، أصبح لملاك الأراضي الكبيرة في الولايات الجنوبية نفوذ سياسي كبير، واستطاعوا في عام 1850 تمرير قانون على الهاربين العبيد أشد قسوة. وبالرغم من ذلك واصل العبيد الهروب مهاجرين شمالا عبر نهر أوهايو وخط ماسونديكسون، الذي يفصل فعليا بين الولايات الشمالية والجنوبية، وأيضا عن طريق السكك الحديدية تحت الأرض. إن وجود اللاجئين الأفارقة في سينسيناتي، أوبرلين، ومدن أخرى عبر الحدود الشمالية-الجنوبية أثار حالة من الاضطراب بين سكان المدن وذلك بسبب القوانين الصارمة ولكن كل ذلك لم يردع العديد من الشماليين عن تقديم المأوى للعبيد من أسيادهم السابقين، ووصل هذا لحد مساعدتهم في البحث عن الحرية في كندا. وبعد عام 1854، وجد الحزب الجمهوري أن سلطة الرقيق مثلت الجزء الأكبر من الحزب الديمقراطي، وسيطرت على اثنين من الفروع الثلاثة للحكومة الإتحادية، ألغى الكونغرس تجارة الرقيق في مقاطعة كولومبيا، ولكن لم يلغِ مشروعية الرق، كجزء من تسوية 1850.

### الحرب الأهلية في كنساس

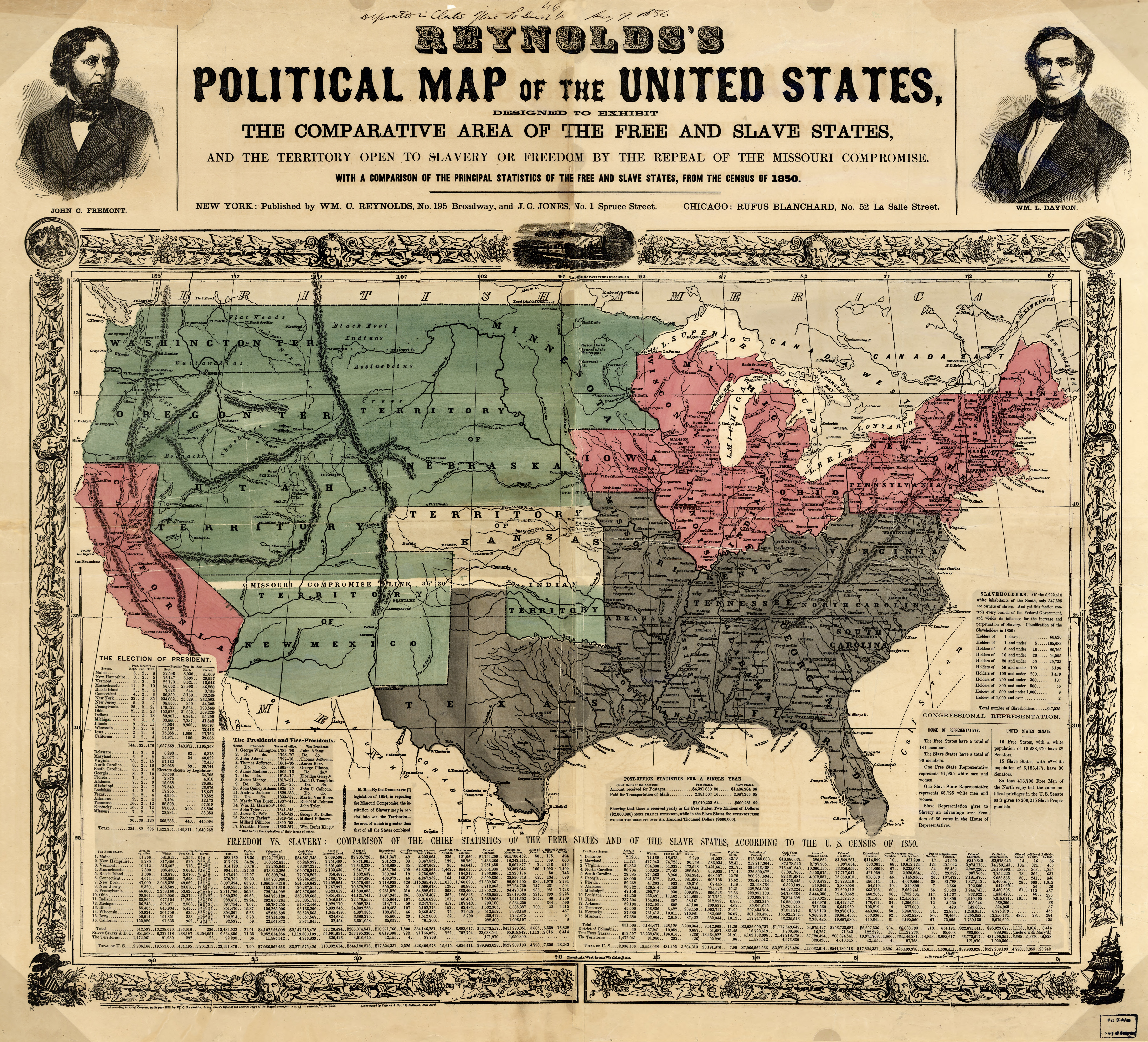
تظهرة هذة الخريطة1856 مناطق العبيد باللون الرمادى والمناطق المناهضة للرق باللون الأحمر ومقاطعات الولايات المتحدة باللون الأخضر واقليم كانساس بدون لون

بعد التصديق على «قانون» ولاية كانساس، نبراسكا في عام 1854، والذي ينص على إنشاء دولتين منفصلتين يقسمى من الدرجة 40 موازية، اندلعت الحرب الأهلية في إقليم كانساس، حيث ترك قرار اعتماد الرق أو عدمه للمواطنين. وكان الناشط جون براون نشط في أعمال الشغب، حتى لقب بدموي كنساس، دفع الخوف من أن تسيطر سلطة الرقيق على الساحة السياسية إلى تدخل الجمهوريين المناهضين للعبودية.

### دريد سكوت

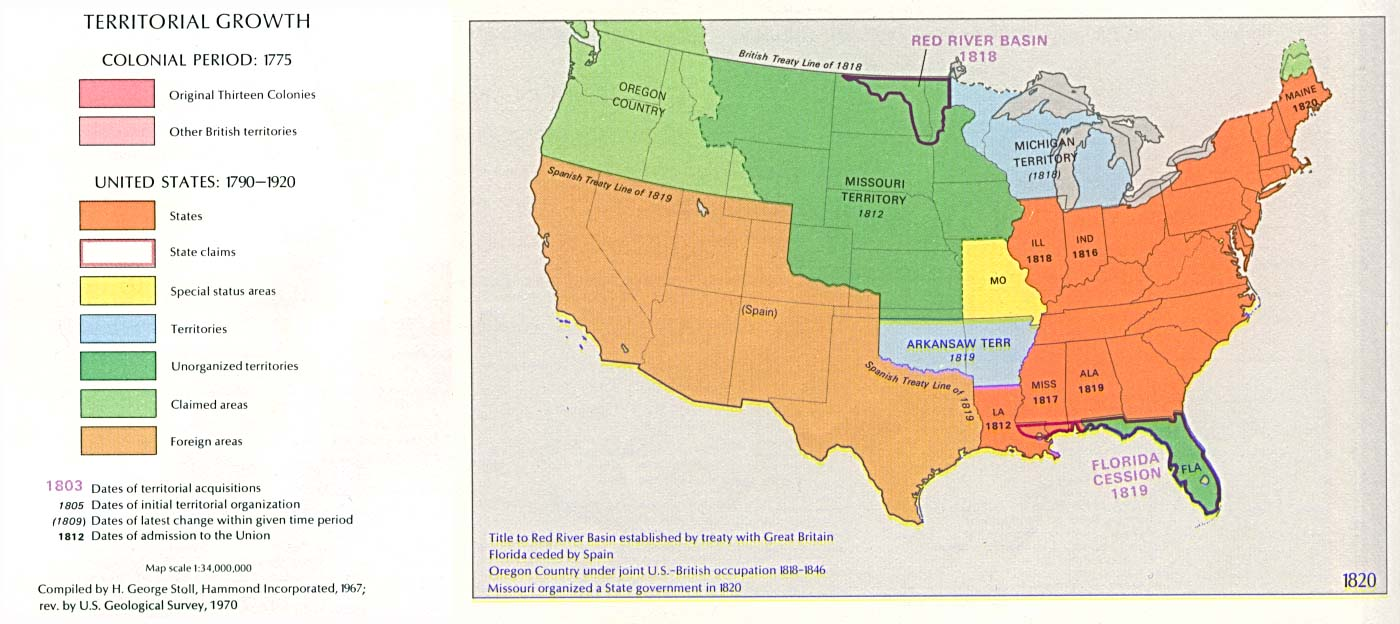
الولايات المتحدة في عام 1820. إتفاقية ميسوري التي تنص على تحريم الرق في أراضي السهول العظمى (أخضر داكن)، والسماح به في ولاية ميسوري (الأصفر)، وفي إقليم أركنساس (أزرق)

كان دريد سكوت عبداً في السادسة والأربعين من عمره حينما طالب في عام 1846 بحريته من العدالة الأمريكية عقب وفاة مولاه، مبررا ذلك بأنه عاش لمدة طويلة في الأقاليم التي لايسمح فيها بالرق، وفقا لاتفاق ميسوري. قدم سكوت طلبه لمحكمتين، الأولى رفضت الطلب، بينما حكمت الثانية لصالح حريته، غير أن المحكمة العليا للولايات المتحدة الأمريكية رأت في عام 1857 غير ذلك وقضت لصالح الوريث الذي يريد الاستفادة من إرثه، كان هذا القرار قرارا جذريا زاد من حدة النزاعات على حافة الحرب الأهلية التي اندلعت بعد ذلك بقليل. وأوضحت المحكمة أن سكوت ليس مواطناً أمريكياً ولذلك ليس من حقه تقديم مثل هذا الطلب للمحكمة الفيدرالية. كما أكدت المادة الثانية التي تنص على أن الكونغرس ليس لديه السلطة الدستورية للتصديق على تسوية ميسوري.
تم تمرير قرار 1857 بسبعة أصوات مؤيدة مقابل اثنين ضد، حيث قضت المحكمة بأن العبد لا يصبح حراً حتى لو عاش في دولة حرة، وأن أحفاد العبيد الأفارقة الذين تم نقلهم إلى الولايات المتحدة الأمريكية وأطفالهم ليسوا مواطنين أمريكيين ولم ولن يكونوا . وبالإضافة إلى ذلك، لا تستطيع دولة حرة منع مالك العبيد بالتحرك بحرية بين الأقاليم بحمولته من العبيد نتيجة لذلك. وكان القرار، غير منصف وفقا لرأى العديد من الجمهوريين، من بينهم إبراهام لنكولن، دليلاً على أن «سلطة الرقيق» بلغت وأثرت على العدالة الأمريكية من خلال المحكمة العليا.استفز هذا القرار التطهيريين وأغضبهم بينما لقي ترحيبا من قبل تجار الرقيق، وأجج النار التي قد تدفع الشمال والجنوب نحو الحرب الأهلية.

## الحرب الأهلية والتحرر

### الانتخابات الرئاسية لعام 1860

التصويت للانتخابات الرئاسية من قبل الدولة

ظهرت الانقسامات بين الشمال والجنوب جلية في انتخابات الرئاسة لعام 1860، حيث انقسم الناخبون إلى أربع مجموعات متباينة، الديمقراطيون الجنوبيون والذين أيدوا الرق، والجمهوريون الذين أنكروه، والديمقراطيون الشماليون الذين أكدوا على مبدأ الديمقراطية الذي يؤكد على حرية الدولة الفردية في اتخاذ القرار، الحزب الدستوري والذي أكد على أهمية وحدة البلاد وأن أي شيء آخر يأتي في المرتبة الثانية.

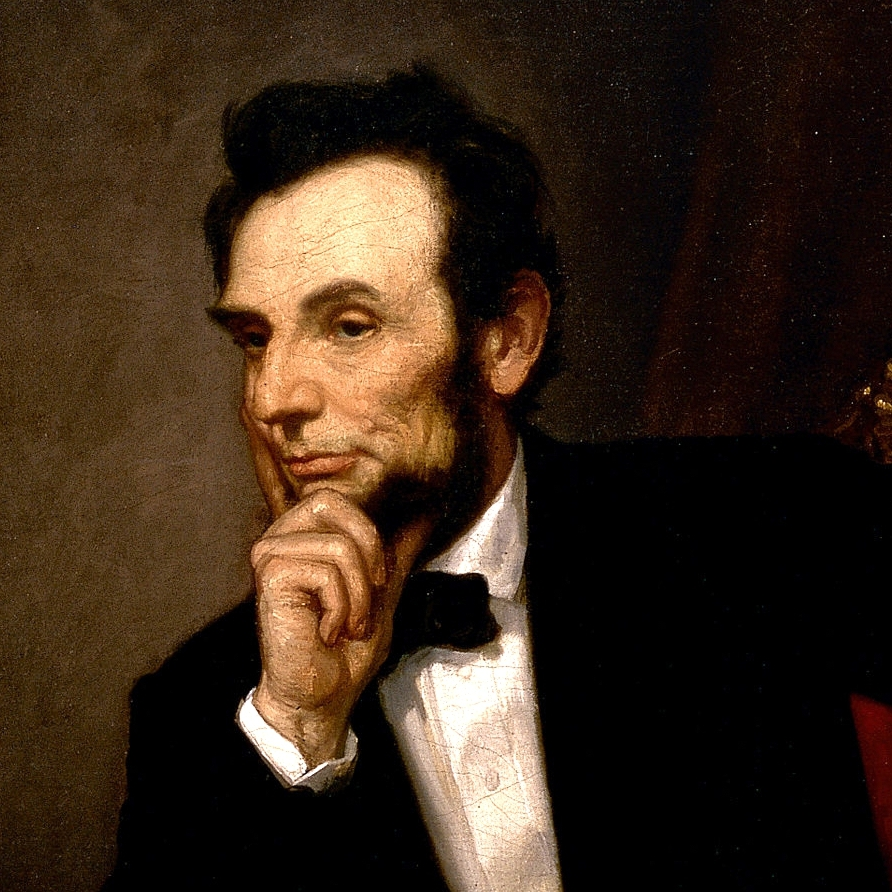
أبراهام لنكولن

ابراهام لنكولن، مرشح الحزب الجمهوري، فاز بأغلبية كبيرة سواء من الأصوات الفردية أو الدوائر الانتخابية، وعلى الرغم من عدم ظهوره في قائمة المرشحين في الولايات الجنوبية العشرة. ويخشى العديد من مالكي الرقيق من أن الجمهوريين قد يدعون إلى إلغاء الرق في الولايات الجنوبية حيث كانت تجارة الرقيق لا تزال قائمة، حيث أن التحرير المفاجئ لأكثر من 4 ملايين أسود ستكون ضربة مدمرة للاقتصاد، الذي حقق معظم أرباحه من حقيقة أن العمال لايدفع لهم أجور. وإحتجوا أيضا بأنه لو ألغت الدول الأخرى الرق من شأنه أن يقلب توازن الاقتصاد لصالح الصناعات الشمالية، التي تفرض تعريفات جمركية مرتفعة على واردات المنتجات. ولهذا أعلنت الولايات الجنوبية انفصالها عن الاتحاد، معطية بذلك مؤشرا بقرب الحرب الأهلية.
وقد رأى قادة الجنوب أن مصالح تجار الرقيق تمثل تهديدا سياسيا لهم وأن انفصالهم قد يجبرهم على التعامل مع دول أخرى في جنوب الولايات المتحدة، الولايات الكونفدرالية الأمريكية، التي تحكم السيطرة على نهر الميسيسيبي وعلى الغرب، وهو أمر غير مقبول سياسيا وعسكريا على حد سواء.

### الحرب الأهلية

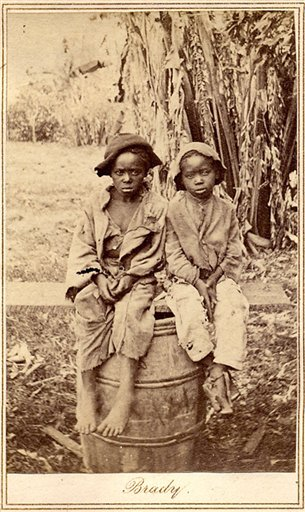
صورة ربما تعود إلى عام 1870، تمثل اثنين من الأطفال الذين تم تحريرهم أثناء الحرب الأهلية الأمريكية.

أدت الحرب الأهلية التي أعقبت ذلك، ابتداء من عام 1861، إلى نهاية الرق كملكية في أمريكا. لم يمض وقت طويل على بدء الأعمال العدائية، حتى اتخذ جنرال الاتحاد بتلر بنيامين موقفا قانونياً ينص على اعتبار العبيد الذين أسروا خلال الحرب ملكاً للولايات المتحدة، وغنيمة حرب تم الإستيلاء عليها من العدو. وأعلن بتلر أنهم لا تعاد إلى أصحابها، حتى نهاية الحرب. وانتشرت الأخبار بسرعة، وحاول العديد من العبيد الفرار إلى أراضي الشمال، راغبين في أن يصبحوا غنيمة. إنضمت الكثير من هذه الغنائم إلى قوات الاتحاد، لتقديم خدمات أو ليعملوا كجنود في تشكيل أفواج كاملة من السود. ووجد آخرون ملجأ قرب فورت مونرو أو فروا إلى المدن الشمالية. التفسير القانوني لبتلر على الغنائم الحرب تعززت بالتصديق من «قانون المصادرة» لعام 1861 من قبل الكونغرس، والذي نص على مصادرة جميع الممتلكات، بما في ذلك العبيد، من العدو.
في المراحل الأولى للحرب رأى بعض قادة الاتحاد أنه من الممكن إرجاع العبيد المصادرين، ولكن في عام1862، عندما أصبح واضحا أنه سيكون صراعا طويلاً، أصبح الرق فاضحا. كان اقتصاد الجنوب يعتمد على نطاق واسع على الأيدي العاملة من العبيد، ولهذا السبب أصبحت فكرة حماية هذه التجارة أمراً غير معقول حتى لأسباب عملية. إن تدمير النظام الذي يقوم عليه الاقتصاد الجنوبي سيمثل ضربة قوية من شأنها أن تنشئ صراعاً والذي حتما سيكون في صالح الاتحاد. وكما قال عضو في الكونغرس، العبيد لا يمكن أن يكونوا محايدين. كقوة العمل، أن لم يكونوا جنوداً، فهم حلفاء المتمردين أو الاتحاد. العضو نفسه، بمساندة زميل، مارس ضغط على لينكولن للتعجيل بعملية تحرير العبيد، في حين رأى الجمهوريون المعتدلون أن عملية التحرير لا بد أن تتم خطوة بخطوة. كانت حركة كوبيرهيدس (الرؤوس النحاسية)، والولايات الحدودية والديمقراطيون في الحرب معارضين لعملية التحرير، ولكن قبلوا الحل الوسط كجزء من الحرب الشاملة اللازمة لإنقاذ الاتحاد.

### عملية التحرير
أعرب لينكولن، في عام 1861، عن الخوف من أن تحرير العبيد السابق لأوانه قد يؤدى إلى خسارة دعم الدول الحدودية في الاتحاد في الحرب الأهلية، وكان يرى أن خسارة ولاية كينتاكي هي خسارة لجزء كبير من اللعبة.
لذلك في البداية حظرت عملية التحرر عن طريق سكرتير الحرب كامرون سيمون والجنرال جون تشارلز فريمونت في ولاية ميسوري، وديفيد هنتر في ولاية كارولينا الجنوبية، في جورجيا وفلوريدا، من أجل ضمان ولاء تلك الدول.
عبر لينكولن أمام مجلس الوزراء عن نيته إعلان التحرير في 21 تموز 1862، ولكن الأمين ويليم سيوارد أخبره بضرورة التريث حتى ضمان النصر ضد الجنوبيين قبل إضفاء الطابع الرسمي على الوثيقة، لأنه يعتقد أن في ذلك الوقت يعتبر إعلانا للاستسلام.
وعقب معركة انتيتام بدت الفرصة مواتية، وأيد مجلس الحرب الإعلان. نشر لينكولن الرسالة بهدف تشجيع الدول الحدودية لدعم تحرر الرق كحافظ لكسب الحرب وإنقاذ الاتحاد، وبعد سنوات ذكر أن على نحو ما كان الرق نفسه سبب الحرب. أصدر لينكولن في 22 سبتمبر 1862 الصيغة الأولية لإعلان التحرير، واعتزم إصدار قرار نهائي إذا رفض اقتراحه للتحرر التدريجي ورفض الاستعمار طوعا. تلقت فقط مقاطعة كولومبيا الاقتراح، وبالتالي صدر إعلان نهائي ورسمي في 1 يناير 1863.
أوضح لنكولن في الرسالة أن
«إذا لم تكن العبودية خطأ، فإنه ليس هناك شيئا خطأ، ومع ذلك لم يسبق لي أن أفهم أن الرئاسة قد أعطتني سلطات مطلقة للبت في هذا الموضوع، وأعتقد أنني لم أكن أنا الذي يسيطر على الأحداث، ولكن اعترف صراحة بأن الأحداث هي التي قد سيطر ت علي.»
وكان إعلان لينكولن دفعة كبيرة للعبيد الذين كانوا في الجنوب، الذين رأوا فيه وعداً بالحرية التي سوف تحقق قبل أن تسيطر قوات الاتحاد على الولايات الكونفدرالية.
لم يحرر الإعلان عبيد دول الحدود المتحالفة مع الاتحاد، ولم تعترف الولايات الكونفدرالية بسلطة لينكولن، ولكن تم تحرير فقط العبيد الفارين من داخل حدود الاتحاد، ومثل الإعلان وعداً مستقبلياً بالحرية في نهاية الحرب. وفقا لبيانات تعداد السكان لعام 1860، كان إلغاء الرق سوف يحرر 4 ملايين عبد، أي ما يزيد عن 12 في المائة من مجموع سكان الولايات المتحدة.

سيمون ليجرى والعم توم: مشهد من كوخ العم التوم، أشهر حكاية خرافية في التاريخ عن التحرير.

وكان إعلان صلاحيات الرئيس خلال فترة الحرب، والتي لم تشمل فقط أراضي الجنوبيين التي غزاها الاتحاد، بل أصبح رمزاً للالتزام فرضه الاتحاد لحل المشكلة،  وفي نهاية الحرب لعب لينكولن دوراً رئيسيا في عملية التصديق على تعديل المادة 13 للدستور، الذي يضع حدا جذريا وإلى الأبد بصدد ممارسة الرق في الولايات المتحدة.

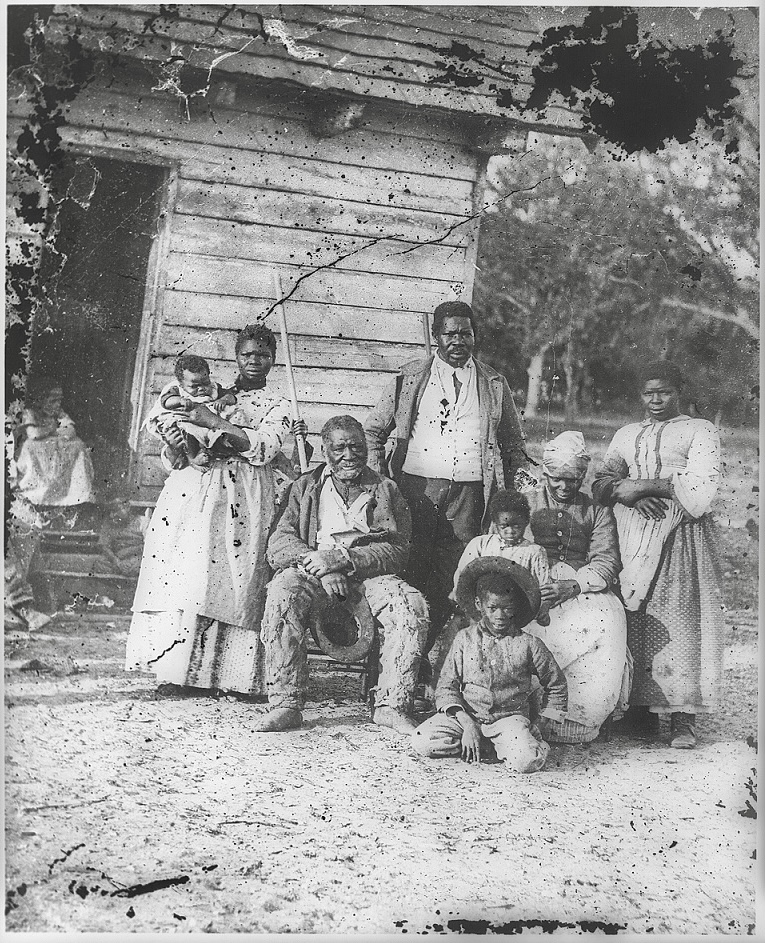
أربعة أجيال من عبيد، ألتقطت الصورة خلال الحرب الأهلية الأمريكية، بوفورت، كارولاينا الجنوبية

لم ينتظر العبيد الأمريكيون قرارات لنكولن للبحث عن الحرية، ولكن هرب بالفعل في السنوات الأولى من الحرب مئات الآلاف منهم إلى الأقاليم وراء خطوط القتال، لا سيما في المناطق المحمية مثل نورفولك ومنطقة «هامبتون رودس» في عام 1862 وتينيسي في 1862، وجنبا إلى جنب مع الاتحاد غزوا أراضى الجنوب. انضم العديد من الأفروامريكيين إلى قوات الاتحاد وأنشأ قادة الأفواج لحم المعسكرات والمدارس، حيث تم تعليم الكبار والصغار على حدٍ سواء القراءة والكتابة. وانضمت «الرابطة التبشيرية الأمريكية» في المجهود الحربي بتوفير المعلمين الذين أدوا أعمال التعليم في هذه المجالات وإنضم أكثر من 200,000 من الأمريكيين من الأصول الأفريقية أيضا للخدمة في الجيش بامتياز على حد سواء كجنود وبحارة، والعديد منهم كانوا عبيد الهاربين.
في عام 1863 ألغى الرق في ولاية أريزونا، بينما ألغته جميع الدول الحدودية، ما عدا ولاية كنتاكي، في عام 1865. تم تحرير آلاف من العبيد أثناء تقدم قوات الاتحاد في قهر أراضي الولايات الكونفدرالية، طبقا لإعلان لينكولن لتحرير العبيد. وأخيراً أصبحت الحرية حقيقة واقعة لجميع العبيد الذين كانوا لا يزالون في الجنوب عندما استسلمت الولايات الكونفدرالية في ربيع عام 1865. خلال واحدة من أعنف معارك الحرب الأهلية، التي سوف تكون معروفة باسم مذبحة فورت بيلوا، تم القبض على العديد من الجنود السود، ولم تكن حالة نادرة حيث تم قتل جنود الاتحاد في أماكنهم بينما كانوا يحاولون الاستسلام.
هذا الحادث أدى إلى عمل برنامج لتبادل السجناء، ولكن النمو الضخم لمعسكرات الاعتقال مثل أندرسونفيل في جورجيا، تسبب في وفاة ما يقرب من 13,000 جندي من جنود الاتحاد بالأمراض والجوع.
رفض العديد من القادة الجنوبيين تسليح العبيد للمشاركة في الحرب ضد الاتحاد، على الرغم من النقص الملحوظ من الرجال للقتال في الجيش الكونفدرالي، وعلى الرغم من أن بعض الحلفاء في المراحل الأولى من القتال، أيدوا هذا الأحتمال، بالرغم من أن بعض السود الأحرار طلبوا التطوع في الجيش.
في عام 1862 اقترح عضو مجلس الشيوخ الجورجي ارن أكين تجنيد العبيد مع الوعد بالتحرر عقب انتهاء الحرب. وجاء التأييد لهذه الفكرة في البداية من بعض الدول، مع تشكيل بعض الميليشيات التي تتألف فقط من السود في ولاية لويزيانا، ولكن هذه القوات تم حلها في عام 1862 بالرغم من ان الحرب ما زالت مشتعلة. في آذار/مارس عام 1865 وافقت ولاية فرجينيا على تجنيد السود، وتلاها في 13 آذار/مارس الكونغرس الكونفدرالي.

### نهاية الرق
انتهت الحرب الأهلية في نيسان/أبريل عام 1865، وكان التأثير الأول لها أن «إعلان التحرر» للينكولن امتد ليشمل جميع المقاطعات التي لم تحرر العبيد بعد. في بعض الأقاليم استمر الرق لبضعة أشهر حتى 19 حزيران/يونيو عندما دخلت القوات الفيدرالية غالفيستون، تكساس، وفرضت التحرر بالقوة. وهذا اليوم هو يوم لا ينسى بالنسبة للعديد من الدول مثل جونيتينث. التعديل الثالث عشر، الذي ألغى الرق تماما، أقره مجلس الشيوخ في نيسان/أبريل عام 1864، ومجلس النواب في كانون الثاني/يناير 1865  ولكن لم يصبح هذا التعديل نافذ المفعول حتى صدقت عليه 3/4 الدول في 6 ديسمبر/كانون الثاني 1865 بتصديق جورجيا. من تلك اللحظة بالتحديد أصبح جميع العبيد أحراراً رسميا.
مع سريان مفعول التعديل الثالث عشر، أطلق سراح ما لا يقل عن 40,000 عبد قانونا في ولاية كنتاكي فقط، ولكن لا زال هناك في سلاسل في تينيسي ونيو جيرسي وديلاوير وفيرجينيا الغربية وميزوري وواشنطن والأبرشيات الإثنتى عشرة من ولاية لويزيانا. وجاء التحرر في وقت قريب حتى في تلك الأماكن. ووفقا لما ذكره المؤرخ الأمريكي بالمر كان إلغاء الرق دون تعويض المستعبدين التدمير الأكبر للممتلكات الخاصة في تاريخ العالم الغربي.

## إعادة الإعمار
أثناء عصر إعادة الإعمار كانت المشكلة الحقيقية تكمن في الحفاظ الفعلي على إلغاء الرق بمختلف أشكاله التي شُكلت عندما عادت قوات الاتحاد إلى الشمال. ناضلت رابطة الحقوق المدنية الأمريكيين من أصل أفريقي من أجل تطبيق مبدأ المساواة أمام القانون للسود، ويُعتبر كأي مواطن أميركي.

### العمل بالسخرة
عندما أصبح التحرر واقعا، انشغل البيض في السيطرة على الأيدي العاملة السود والإبقاء عليها في مستوى متدني من المعيشة. وعوضا عن الرق الذي اختفى فجأة، اعتمد نظام العمل القسري للمجرمين، الذين يمكن الاستفادة منهم لفترة محددة بعد تقديم طلب للحكومة المحلية. واُعْتُمِدَ هذا النظام قانونياً عام 1880. مثل الأمريكيين ذوي الأصول الأفريقية، بسبب وجود نظام قضائي لا يزال مشوبا بالتحيز، الجزء الأكبر من القوة العاملة المعينين بهذه الطريقة.
ويقول الكاتب دوغلاس بلاكمون عن هذا النظام
«.. كان شكلاً من أشكال العبودية المختلفة عن تلك الموجودة في الجنوب قبل الحرب للعديد من الرجال وقلة من النساء الذين جروا، وهذا النوع من الرق لم يكن حكما بالمؤبد ولم يكن يتوارث عبر الأجيال. ولكن كان مع ذلك شكلاً من أشكال العبودية الحقيقية، حيث كان يمارس ضد رجال أحرار غير مذنبين ولهم الحق في الحرية، وكانوا يجبرون على العمل بدون تعويض، ويباعون ويشترون مراراً وتكراراً، ومجبرين على الخضوع لأوامر البيض مع إكراه بدني لا يصدق».
وهذا النوع من العمل القسري كعقوبة لجرائم مرتكبة صرح به بعد التعديل الثالث عشر.

### مشاكل التعليم
إن القوانين المناهضة لمحو أمية السود، الصادرة في عام 1832، ساهمت وبشكل كبير في حالة مأساوية من الأمية، ورغم مرور 35 عاماً كانت لا تزال مشكلة خطيرة في أوساط العبيد السابقين. إن مسألة التعليم تعد واحدة من أكبر التحديات التي تواجه المتحررين من أجل الدخول في النظام الاقتصادي الرأسمالي في الولايات المتحدة، ومن أجل الحفاظ على أنفسهم وأسرهم بعد الحرب.
ونتيجة لذلك فإن العديد من المنظمات الدينية، من البيض والسود، والتي تألفت من ضباط وجنود سابقين، بذلت قصارى جهدها من أجل توفير حياة أفضل للسود الذين يقيمون في الجنوب. ساعدت الولايات الشمالية في إنشاء العديد من المدارس، بما في ذلك جامعة هامبتون وجامعة توسكيجي من أجل خلق جيل من المعلمين قادر على العمل في مؤسسات جديدة والتي بنيت من أجل محو امية المتحررين السود. بلغ بعض هذه المدارس مستويات مقبولة بعد بضع سنوات، ولكن خرجت الآلاف من المعلمين الجدد. وكما أوضح إدوارد بورغهاردت دو بوا، «لم تكن كليات السود مثالية، ولكن خرجت في جيل واحد 30,000 معلم أسود في الجنوب»، والذين عملوا على محو الأمية على نطاق واسع في معظم السكان من العبيد السابقين في هذا البلد.
واصلت المنظمات الخيرية في الشمال دعم مدارس السود في القرن العشرين، بتوفير سبل للحصول على الأموال اللازمة لبناء المدارس الجديدة في المناطق الريفية للأطفال السود.
ومنذ عام 1930 عمل العديدون من أجل توفير الأموال وفي بعض الأحيان توفير الأيدي العاملة الرخيصة أو الأراضي اللازمة لبناء أكثر من 5000 مدرسة ريفية في الجنوب.
بعض المحسنين مثل هنري روجرز وأندرو كارنيجي، وكلاهما من أصول بسيطة اغتنت، استخدموا صندوقاً مشتركاً لتحفيز تطوير المدارس والمكتبات.

### اعتذار رسمي
في 24 فبراير 2007 "الجمعية العامة لولاية فرجينيا" وافقت بالإجماع على القرار رقم 728، والذي أقر «.. نشعر ببالغ الأسى بسبب العبودية القسرية للأفارقة واستغلال الأمريكيين الأصليين لهم، ونحن نريد المصالحة بين سكان كل فيرجينيا. " مع هذا النص أصبحت ولاية فرجينيا أولى الولايات في الولايات المتحدة التي تعترف رسميا بدورها السلبي في العبودية الأمريكية. وجاء الاعتذار بمناسبة الاحتفال بذكرى مرور 400 عام على تأسيس جيمس تاون، والذي كان واحداً من أقرب الموانئ حيث كان ينقل المستعمرين الأمريكيين العبيد.
قدم مجلس النواب في 30 يوليه 2008 نصاً رسمياً، والذي عبر فيه عن بالغ أسفه عن العبودية ووضح التمييز العنصري المسموح به قانونا.
قدم مجلس الشيوخ نصاً مماثلاً إلى المجلس وتم إقرار بالإجماع في 18 يونيو 2009، حيث قدم اعتذاراً عن «.. الظلم والقسوة والوحشية واللا إنسانية للرق»

## أعذار

### شر لا بد منه
ظهرت في القرن التاسع عشر العديد من الحركات المدافعة عن الرق، ووصفته بأنه «شر ضروري». حيث كان يخشى بيض هذا الوقت من التحرير المفاجئ للعبيد والذي كان سوف يضر بالمجتمع والاقتصاد أكثر من الإبقاء على الرق.
كتب توماس جيفرسون، أحد الآباء المؤسسين للولايات المتحدة الأمريكية، في عام 1820 خطاب حول موضوع الرق "نحن في موقف لا نحسد عليه تجاه الرق، حيث أننا لا يمكننا الاحتفاظ به أو إلغاؤه دون أضرار. لدينا العدالة من الجهة، وإيثار الآخر من جهة أخرى».
وكتب روبرت أ. لي في 1856: «قليلون، أعتقد، في هذا العصر المستنير، أولئك الذين لا يعترفون بأن الرق خاطئ سياسيا. لا جدوى من الحديث عن مساوئه.» أعتقد أنه كان أسوأ بالنسبة للمستعبد من العبد. على الرغم من تعاطفي وأنا أكتب هذه الرسالة لهذا الأخير (العبد) أتعاطف كثيرا معهم أكثر مما سواهم. السود هنا أفضل حالا يقاس فيما كانوا عليه في أفريقيا، أفضل أخلاقيا وماديا واجتماعياً. الانضباط القاسي الذي فرض عليهم كان ضروريا لنجاحهم التثقيفي كعرق، وتم إعدادهم لأشياء أفضل. وطول فترة إستعبادهم كم من الأشياء الضرورية والتي قد لا تعلمها إلا «العناية الإلهية»».
أعرب أليكس دي توكفيل، في منظمته «الديمقراطية في أمريكا»، عن معارضته للعبودية، لكن كان يرى أن مجتمعاً متعدد الأعراق دون الرق لا يمكن تحمله، مشيراً إلى أن التحيز ضد السود يتزايد على قدم وساق مع حصولهم على الحقوق المدنية، كما حدث في شمال البلاد قبل الحرب.
ومن المفترض أن مواقف بيض الجنوب، جنبا إلى جنب مع التمركز الكبير للسود في تلك الأراضي بسبب زيادة الواردات من العبيد نتيجة القيود التي فرضت على الشمال، مع الأزمة الاقتصادية القوية، وضعت العرقين في حالة المماطلة الخطرة، يضر بكليهما. هذا وبالرغم من أن القانون، يحرر السود، فإنه لايستطيع تحرير الشعور المشترك بأن البيض كانوا مستعبدين والسود كانوا عبيداً.

### خير إيجابي
بينما تتزايد الحركات التحررية، أصبح الاعتذار عن الرق ضعيفاً جداً في الجنوب؛ وتحولت هذه الاعتذارات إلى مبررات حيث وضحوا أن العبودية هو نظام مفيد للسيطرة على العمل. أعلن جون كالهون، في كلمته الشهيرة في مجلس الشيوخ في 1837، أن الرق ««أنه ليس أمرا سيئاً، بل خير، خير ايجابي.»
ويؤيد كالهون هذه الفكرة للأسباب التالية: في كل مجتمع متحضر هناك جزء من السكان يعيش من عمل شخص آخر، التعليم والعلوم والفنون يتم بناؤها في وقت الفراغ، العبيد الأفارقة، الذين كان يتم معاملتهم بطريقة جيدة من قبل أسيادهم ويدعمونهم في شيخوختهم، هم عمال أكثر فاعلية من الأوروبيين الأحرار؛ وإن النظام القائم بين رب العمل والعامل لم يكن يعتمد على الإستعباد.
فوائد الرق طبقا لهذه المفاهيم سوف تصبح جلية مع مرور الوقت، إن لم تعاق بالتدخل الخارجي، عندما ستحسن الدولة في الرعاية الاجتماعية».
بينما كان يحاول البعض الابتعاد عن فكرة ان العبودية هي شر لا بد منه، فقد رأى آخرين أنه خير وفيه فائدة للمجتمع وكان من بين هؤلاء جيمس هينري هاموند وجورج فيتسيو. معدين عدة حجج لدعم الدفاع عن الرق.
هاموند، مثل كالهون، كان يرى أن الرق كان يستخدم لبناء القاعدة الأساسية للمجتمع. في خطاب ألقاه أمام مجلس الشيوخ في 4 مارس 1858 معدلا نظريته مؤكدا أن: هي فئة يلزمها التحضر والرقي، أو فئة لا تمتلك المقومات التي تمكنها من مواكبة التقدم. كان هاموند يرى أن في كل مجتمع لابد من وجود أشخاص لتنفيذ الأعمال القذرة، لأن بدونهم لا يمكن أن نتحرك إلى الأمام.
وقال أيضا أن عمال الشمال أنفسهم كانوا عبيداً: «الفرق.. هو أن عبيدنا استأجروا للحياة ويتم مكافأتهم، ولايوجد جوع ولا تسول ولا بطالة، بينما في الشمال كانوا يبحثون باستمرار عن العمل.
فتسيوج، مثل الكثير من البيض في الوقت، يدعم أفكاره عن العنصرية، الذي يؤمن به إيمانا راسخا، كتب «الزنجي ليس أكثر من طفل ينمو، ولأنه طفل يحتاج لقيادته». في كتابه «القانون العالمي للرق» كتب فتسيوج : أن الرق يوفر كل ما هو ضروري لحياة العبيد، والذين لا يمكنهم التعايش في العالم الحر لأنهم كسالى، ولا يمكن منافسة الذكاء الأوروبي للعرق الأبيض.
وأكد "عبيد الجنوب كانوا أكثر سعادة، وإحساسا بالتحرر، بين شعوب العالم. غير الجنوب، "العبد سوف يصبح عبئا لا يطاق على المجتمع، والمجتمع لديه الحق في منع ذلك، ويمكن القيام بهذا الموضوع فقط في الرق المنزلي".

## الأمريكيون الأصليون
انتشرت في القرن السادس عشر والسابع عشر والثامن عشر ظاهرة استعباد الأمريكيين الأصليين في المستوطنين الأوروبيين. والعديد من هؤلاء العبيد نقلوا إلى المستعمرات الشمالية وتلك الموجودة في جزر الكاريبي.
وقدر المؤرخ ألان جالي أن في الفترة من 1670 إلى 1715 قد باع النخاسين البريطانين ما بين 24,000 إلى 51,000 من الأمريكيين الأصليين والذين نشأوا في الجزء الذي يسمى اليوم جنوب الولايات المتحدة.
ونشأ الرق للسكان الأصليين لأول مرة في «كاليفورنيا الإسبانية» من خلال بعثات الفرنسيسكان، والتي سمح بها نظرياً للاستفادة من الأيدي العاملة لمدة 10 سنوات ولكن في الواقع كانوا يستعبدون للأبد، حتى ألغيت مهمتهم في 1830. ونتيجة للحرب المكسيكية الأمريكية في عامي 1847 و1848، أستعبد السكان الأصليين لولاية كاليفورنيا في الدولة الجديدة التي تكونت من 1850 إلى عام 1867.

### الرق في القبائل
هيدا وتلينجت، الهنود الذين يعيشون في ساحل جنوب شرق ألاسكا، أشتهروا كالمحاربين ومالكي عبيد أشراس. وكان هذا شكلاً من أشكال الرق الوراثي بين العبيد المتخذة كأسرى حرب. كان يمثل العبيد ربع سكان القبائل التي تقع على ساحل «شمال غرب المحيط الهادئ».
وكانت القبائل الأخرى المستعبدين، على سبيل المثال، كومانشي في تكساس، خور في جورجيا، قبائل الصيادين مثل قبيلة يورك، اللاّتي تعيش على الساحل بين كاليفورنيا وألاسكا وباوني وكلاماث. بعد عام 1800 بدأت قبيلة الشيروكي وغيرها من القبائل المتحضرة شراء واستخدام العبيد السود من أجل كسب تعاطف الأوروبيين، واستمرت هذه الممارسة رغم انحسارها في الأراضي الهندية في عام 1830م.
إن نوع الرق المطبق في قبيلة الشيروكي، هو نفسه المستخدم من قبل الأمريكيين البيض. وتحظر قوانينها على العبيد الزواج من أفراد القبيلة، ويعاقب من يساعد العبيد على الهرب بالجلد 100 جلدة، وأسلاف العبيد الأفارقة يرثون نفس أماكن آبائهم، وإن نشأ النسل عن أزواج مختلطة بين عبد وأحد سكان القبيلة. في المجتمع، كما في الولايات الجنوبية، يحظر على السود امتلاك الأسلحة أو شراء الممتلكات، ويحظر التعليم القراءة والكتابة على العبيد.
وعلى النقيض، استقبلت قبيلة السيمينول بحفاوة الأفروأمريكيين الهاربين، الذين انضموا إلى قبيلتهم.

### الوضع بعد «إعلان التحرر»
بعض السجناء من السكان الأصليين تم استخدامهم كعبيد ولم يتم إطلاق سراحهم بعد «إعلان تحرير العبيد». على سبيل المثال، استولت مجموعة الاراباهو على امرأة من قبائل يوت وبيعت إلى شايان، واستخدمت كمومس لبيعها للجنود الأمريكيين حتى عام 1880، وتوفيت بسبب نزيف حاد ناجم عن «النشاط الجنسي المفرط».

## المستعبدين السود
كان بعض المستعبدين سوداً أو كان لهم أسلاف أفارقة. في عام 1830م كان هناك 3775 من هؤلاء المستعبدين في الجنوب، وكان يعيش ما يقرب من 80٪ منهم في ولاية لويزيانا، وكارولينا الجنوبية وولاية ماريلاند.
كان هناك العديد من الفوارق الاقتصادية بين السود الأحرار في الشمال والجنوب، حيث كان عدد الأثرياء أقل في الجنوب، وعادة ما كانت المواليد نتاج زواج مختلط. نصف المستعبدين السود كانوا يعيشون في المدن أكثر من الريف، وكان العديد منهم من نيو أورليانز وتشارلستون. لا سيما نيو أورليانز فقد كان فيها العديد من الأثرياء المولودين من زواج مختلط. وكان الكثير منهم أبناء لآباء بيض أثرياء وقد ورثوا ممتلكاتهم ورؤوس أموالهم.
كتب المؤرخ برلين أن المجتمع الجنوبي كله تقريبا، سواء كانوا رجالاً أحراراً أو أقل، تطلع إلى أن يكون جزءا من طبقات سادة الرقيق، وفي حالات قليلة أصبح العبيد كذلك. قُبل وجودهم على مضض، رغم أن وجودهم حمل علامات واضحة للحياة الماضية في الرق، وذلك بسبب لون بشرتهم.
وكان السود الأحرار يمثلون تهديدا رمزياً للمستعبدين الأبيض، وذلك لترسخ فكرة أن «أسود» و «عبد» مترادفتان. وكان يُنظر إليهم كحلفاء محتملين للعبيد الذين لديهم نية الفرار، وشعر النخاسون بالإشمئزاز تجاههم ولم يستطيعوا إخفاء ذلك.
لم يكن امتلاك السود الأحرار للعبيد لضرورة اقتصادية، ولكنها وسيلة لا غنى عنها لتمييز موقفهم تجاه الرق، مُصرين على التغلب على ماضيهم الذليل.
وفقا للمؤرخ جيمس أوكس، كانت الغالبية من السود المستعبدين الأحرار رجالاً اشتروا أُسرهم، وتعاملوا بلطف. بعد 1810 أصبحت «الولايات الجنوبية» أكثر صعوبة للمستعبدين من أجل تحرير أي من ممتلكاتها، حيث كان السود الأحرار، الذين اشتروا أفراد أسرهم، مجبرين رسميا على الاحتفاظ بعلاقة السيد والعبد في التعامل معهم. في عام 1850، كانت هناك محاولات مستمرة لتقييد حق السود في امتلاك العبيد، وإبقاء العبودية قدر الإمكان تحت سيطرة البيض فقط.
وفقا لدراسة، أُجريت عام 1985، عن الرق في كارولاينا الشمالية، عكس كوجر لاري فكرة المستعبدين السود الخيرين، ووفقا للبيانات التي تم جمعها فإن الغالبية من السود المستعبدين أشتروا العبيد لأسباب اقتصادية. وأشار على سبيل المثال إلى أن أكثر من 80٪ من السود المستعبدين في عام 1850 كان العرق مختلطاً، بينما صُنف عبيدهم كسود.

## توزيع العبيد

النسبة المئوية للعبيد في كل دولة في عام 1860.

## سنة التعداد
| العام  | عدد العبيد. | عدد السود الاحرار. | تعداد السود. | السود الاحرار % | تعداد السكان في الولايات المتحدة |     |
| ------ | ----------- | ------------------ | ------------ | --------------- | -------------------------------- | --- |
| 1790   | 697,681     | 59,527             | 757,208      | 7.9%            | 3,929,214                        | 19% |
| 1800   | 893,602     | 108,435            | 1,002,037    | 10.8%           | 5,308,483                        | 19% |
| 1810   | 1,191,362   | 186,446            | 1,377,808    | 13.5%           | 7,239,881                        | 19% |
| 1820   | 1,538,022   | 233,634            | 1,771,656    | 13.2%           | 9,638,453                        | 18% |
| 1830   | 2,009,043   | 319,599            | 2,328,642    | 13.7%           | 12,860,702                       | 18% |
| 1840   | 2,487,355   | 386,293            | 2,873,648    | 13.4%           | 17,063,353                       | 17% |
| 1850   | 3,204,313   | 434,495            | 3,638,808    | 11.9%           | 23,191,876                       | 16% |
| 1860   | 3,953,760   | 488,070            | 4,441,830    | 11.0%           | 31,443,321                       | 14% |
| 1870   | 0           | 4,880,009          | 4,880,009    | 100%            | 38,558,371                       | 13% |
| المصدر |             |                    |              |                 |                                  |     |

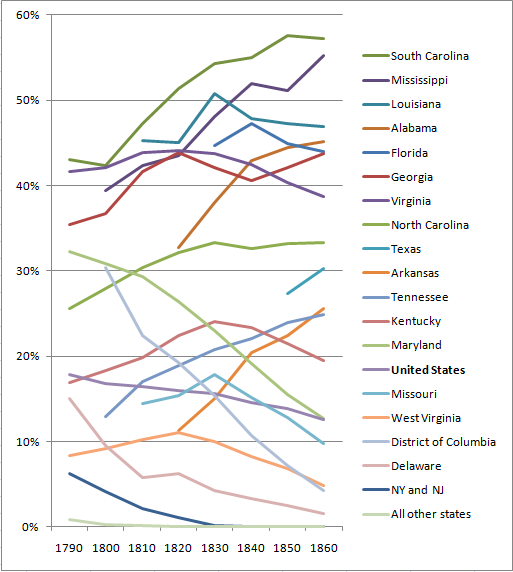
النمو السكاني للعبيد كنسبة مئوية بالنسبة لعدد سكان كل دولة، 1790-1860

رسوم متحركة تظهر الأقاليم والدول، التي تحرم أو تسمح بممارسة الرق في الولايات المتحدة بين عامي 1789-1861.

مجموع السكان العبيد في الولايات المتحدة، بين عامي 1790-1860، لكل دولة
| سنة التعداد        | 1790   | 1800   | 1810    | 1820    | 1830    | 1840    | 1850    | 1860    |
| ------------------ | ------ | ------ | ------- | ------- | ------- | ------- | ------- | ------- |
| الدولة             | 694207 | 887612 | 1130781 | 1529012 | 1987428 | 2482798 | 3200600 | 3950546 |
| ألاباما            | —      | —      | —       | 47449   | 117549  | 117549  | 342844  | 435080  |
| أركنسو             | —      | —      | —       | —       | 4576    | 19935   | 47100   | 111115  |
| كاليفورنيا         | —      | —      | —       | —       | —       | —       | —       | —       |
| كونيتيكت           | 2648   | 951    | 310     | 97      | 25      | 54      | —       | —       |
| ديلاوير            | 8887   | 6153   | 4177    | 4509    | 3292    | 2605    | 2290    | 1798    |
| فلوريدا            | —      | —      | —       | —       | —       | 25717   | 39310   | 61745   |
| جورجيا             | 29264  | 59699  | 105218  | 149656  | 217531  | 280944  | 371682  | 462198  |
| إلينوي             | —      | —      | —       | 917     | 747     | 331     | —       | —       |
| إنديانا            | —      | —      | —       | 190     | 3       | 3       | —       | —       |
| آيوا               | —      | —      | —       | —       | —       | 16      | —       | —       |
| كانساس             | —      | —      | —       | —       | —       | —       | —       | 2       |
| كنتاكي             | 12430  | 40343  | 80561   | 126732  | 165213  | 182258  | 210981  | 225483  |
| لويزيانا           | —      | —      | —       | 69064   | 109588  | 168452  | 244809  | 3331716 |
| ماين               | —      | —      | —       | —       | 2       | —       | —       | —       |
| ماريلاند           | 103036 | 105635 | 111502  | 107398  | 102994  | 89737   | 90368   | 887189  |
| ماساتشوستس         | —      | —      | —       | —       | 1       | —       | —       | —       |
| ميشيغان            | —      | —      | —       | —       | 32332   | —       | —       | —       |
| مينيسوتا           | —      | —      | —       | —       | —       | —       | —       | —       |
| ميسيسيبي           | —      | —      | —       | 32814   | 65659   | 195211  | 309878  | 436631  |
| ميزوري             | —      | —      | —       | 10222   | 25096   | 58240   | 87422   | 114931  |
| نبراسكا            | —      | —      | —       | —       | —       | —       | —       | 15      |
| نيفادا             | —      | —      | —       | —       | —       | —       | —       | —       |
| نيو هامبشاير       | 157    | 8      | —       | —       | 3       | 1       | —       | —       |
| نيو جيرسي          | 11423  | 12422  | 10851   | 7557    | 2254    | 674     | 2236    | 18      |
| نيويورك            | 21193  | 20613  | 15017   | 10088   | 75      | 4       | —       | —       |
| كارولاينا الشمالية | 100783 | 133296 | 168824  | 205017  | 245601  | 245817  | 288548  | 331059  |
| أوهايو             | —      | —      | —       | —       | 6       | 3       | —       | —       |
| أوريغون            | —      | —      | —       | —       | —       | —       | —       | —       |
| بنسلفانيا          | 3707   | 1706   | 795     | 211     | 403     | 64      | —       | —       |
| رود آيسلاند        | 958    | 380    | 108     | 48      | 17      | 5       | —       | —       |
| كارولينا الجنوبية  | 107094 | 146151 | 196365  | 651683  | 315401  | 327038  | 384984  | 402406  |
| تينيسي             | —      | 13584  | 44535   | 80107   | 141603  | 183059  | 239459  | 275719  |
| تكساس              | —      | —      | —       | —       | —       | —       | 58161   | 182566  |
| فيرمونت            | —      | —      | —       | —       | —       | —       | —       | —       |
| فيرجينيا           | 292627 | 346671 | 392518  | 425153  | 469757  | 449087  | 472528  | 490865  |
| ويسكونسن           | —      | —      | —       | —       | —       | 11      | 44      | —       |